# Liste der Biografien/Lip
Liste der Biografien |
Portal Biografien |
Personensuche
# |
A |
B |
C |
D |
E |
F |
G |
H |
I |
J |
K |
L |
M |
N |
O |
P |
Q |
R |
S |
T |
U |
V |
W |
X |
Y |
Z |
?
 
La |
Lb |
Lc |
Le |
Lg |
Lh |
Li |
Lj |
Ll |
Lm |
Lo |
Lp |
Lt |
Lu |
Lv |
Lw |
Lx |
Ly |
Lz
 
Lia |
Lib |
Lic |
Lid |
Lie |
Lif |
Lig |
Lih |
Lii |
Lij |
Lik |
Lil |
Lim |
Lin |
Lio |
Lip |
Liq |
Lir |
Lis |
Lit |
Liu |
Liv |
Liw |
Lix |
Liy |
Liz
Die Liste der Biografien führt alle Personen auf, die in der deutschsprachigen Wikipedia einen Artikel haben. Dieses ist eine Teilliste mit 612 Einträgen von Personen, deren Namen mit den Buchstaben „Lip“ beginnt.

## Lip
- Lip, Tony (1930–2013), US-amerikanischer Schauspieler

### Lipa
- Lipa, Andreas (* 1971), österreichischer Fußballspieler
- Lipa, Dua (* 1995), britisch-albanische PopsängerinDua Lipa (* 1995)

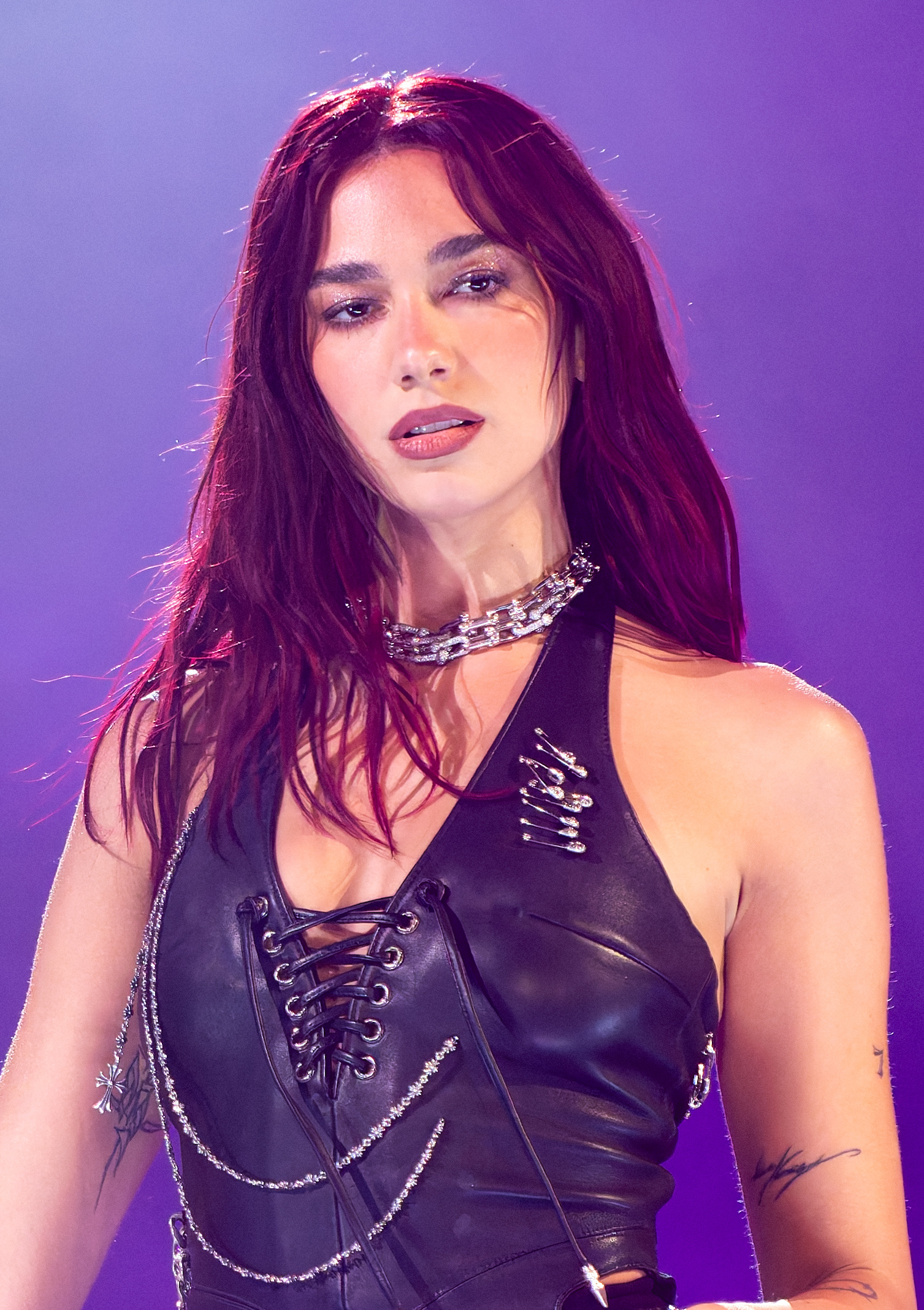
Dua Lipa (* 1995)

- Lipă, Elisabeta (* 1964), rumänische Ruderin
- Lipa, Mateusz (* 1994), polnischer Bahnradsportler
- Lipach, David (1580–1653), deutscher evangelischer Theologe
- Lipalit, Igor (1940–2021), rumänischer Kanute
- Liparteliani, Eteri (* 1999), georgische Judoka
- Liparteliani, Soso (* 1971), georgischer Judoka
- Liparteliani, Warlam (* 1989), georgischer Judoka
- Lipartiti, Giuseppe, italienischer Filmregisseur
- Lipasti, Irja (1905–2000), finnische Speerwerferin, Kugelstoßerin, Hochspringerin und Sprinterin
- Lipatín, Marcelo (* 1977), uruguayischer Fußballspieler
- Lipatow, Lew Nikolajewitsch (1940–2017), russischer theoretischer Physiker
- Lipatow, Wil Wladimirowitsch (1927–1979), russischer Schriftsteller
- Lipatowa, Tatjana Esperowna (* 1924), sowjetisch-ukrainische Chemikerin und Hochschullehrerin
- Lipatti, Dinu (1917–1950), rumänischer Pianist und KomponistDinu Lipatti (1917–1950)

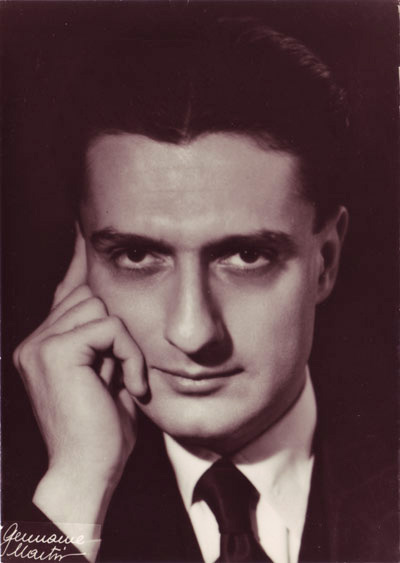
Dinu Lipatti (1917–1950)

- Lipavský, Jan (* 1985), tschechischer Politiker
- Lipavský, Josef (1772–1810), tschechischer Komponist
- Lipawski, Leonid Saweljewitsch (1904–1941), russischer Schriftsteller
- Lipaz-Michael, Rona (* 1965), israelische Schauspielerin

### Lipb
- Lipburger, Alois (1956–2001), österreichischer Skispringer und Skisprungtrainer
- Lipburger, Joseph (1754–1831), österreichisch-schweizerischer Mönch

### Lipc
- Lipchik, Eve (* 1931), US-amerikanische Psychotherapeutin österreichischer Abstammung
- Lipchitz, Jacques (1891–1973), litauisch-französisch-amerikanischer Bildhauer
- Lipčius, Mikas (* 1894), litauischer Politiker und Vizeminister
- Lipcsei, Péter (* 1972), ungarischer Fußballspieler und -trainer
- Lipczinski, Paul (* 2001), österreichischer Fußballspieler
- Lipczuk, Ryszard (* 1948), polnischer Germanist, Sprachwissenschaftler und Hochschullehrer

### Lipe
- Lipecky, Heide (* 1943), deutsche Übersetzerin
- Lipejew, Jewgeni Nikolajewitsch (* 1958), sowjetischer Pentathlet
- Lipenius, Martin (1630–1692), deutscher Philologe, Pädagoge, Bibliograph
- Lipenius, Sixt Christian (1664–1708), deutscher Theologe, Pädagoge und Bibliothekar
- Lipes, Jody Lee (* 1982), US-amerikanischer Kameramann, Regisseur und Drehbuchautor
- Lipez, Richard (1938–2022), amerikanischer Krimiautor

### Lipf
- Lipfert, Albert (1930–2020), deutscher Tierarzt und Politiker (SPD)
- Lipfert, Bernd, deutscher Basketballspieler
- Lipfert, Bernhard (1915–1970), deutscher Radrennfahrer und Trainer
- Lipfert, Helmut (1916–1990), deutscher Luftwaffenoffizier und Jagdflieger im Zweiten Weltkrieg
- Lipfert, Helmut (1924–2008), deutscher Wirtschaftswissenschaftler
- Lipfert, Jan (* 1977), deutscher Physiker und Hochschullehrer
- Lipfert, Otto (1864–1942), deutsch-australischer Naturforscher und Taxidermist
- Lipfert, Sarah (* 1979), deutsche Jazzsängerin

### Lipg
- Lipgens, Walter (1925–1984), deutscher Historiker

### Liph
- Lipham, Kent (1961–2008), US-amerikanischer Schauspieler
- Liphardt, Fritz (1905–1947), deutscher Jurist, Gestapo-Mitarbeiter und SS-Führer
- Liphart, Carl Gotthard von (1778–1853), livländischer Landmarschall und Garderittmeister
- Liphart, Ernst Friedrich von (1847–1932), russischer Maler, Kunstexperte und Kunstsammler
- Liphart, Karl Eduard von (1808–1891), livländischer Baron, Mediziner, Naturwissenschaftler, Kunsthistoriker und -sammler

### Lipi
- Lipiansky, Ján (* 1974), slowakischer Eishockeyspieler
- Lipiec, Krzysztof (* 1959), polnischer Politiker, Mitglied des Sejm
- Lipiec, Richard (* 1948), Schweizer Jazzmusiker
- Lipiec, Tomasz (* 1971), polnischer Geher, Journalist und Politiker
- Lipień, Józef (* 1949), polnischer Ringer
- Lipień, Kazimierz (1949–2005), polnischer Ringer
- Lipietz, Alain (* 1947), französischer Ökonom, Ingenieur und Politiker, MdEP
- Lipik, Erich (* 1897), deutscher Polizeibeamter
- Lipilin, Sergei Wladimirowitsch (* 1965), russischer VizeadmiralSergei Wladimirowitsch Lipilin (* 1965)

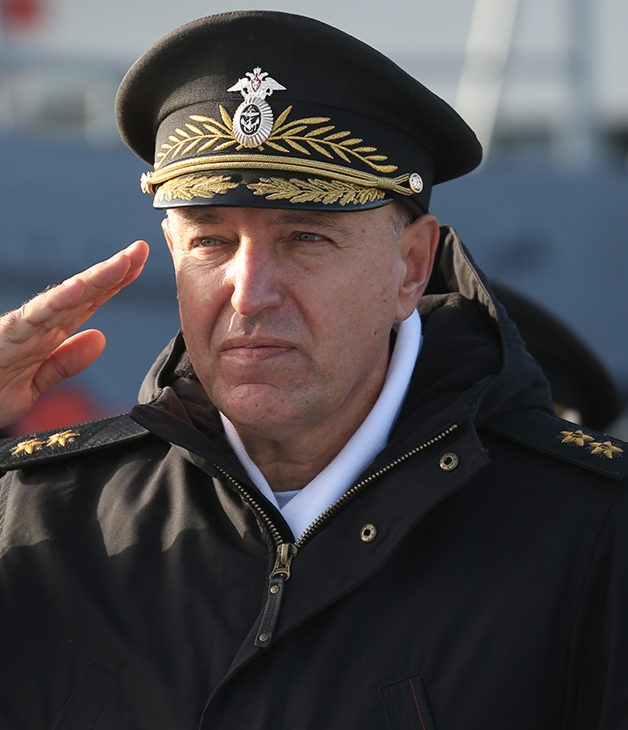
Sergei Wladimirowitsch Lipilin (* 1965)

- Lipin, Alexander (* 1985), kasachischer Eishockeyspieler
- Lipiner, Siegfried (1856–1911), österreichischer Autor und Philosoph
- Lipinez, Sergei Alexejewitsch (* 1989), russischer Boxer
- Lipińska, Aleksandra (* 1973), polnische Kunsthistorikerin
- Lipińska, Blanka (* 1985), polnische SchriftstellerinBlanka Lipińska (* 1985)

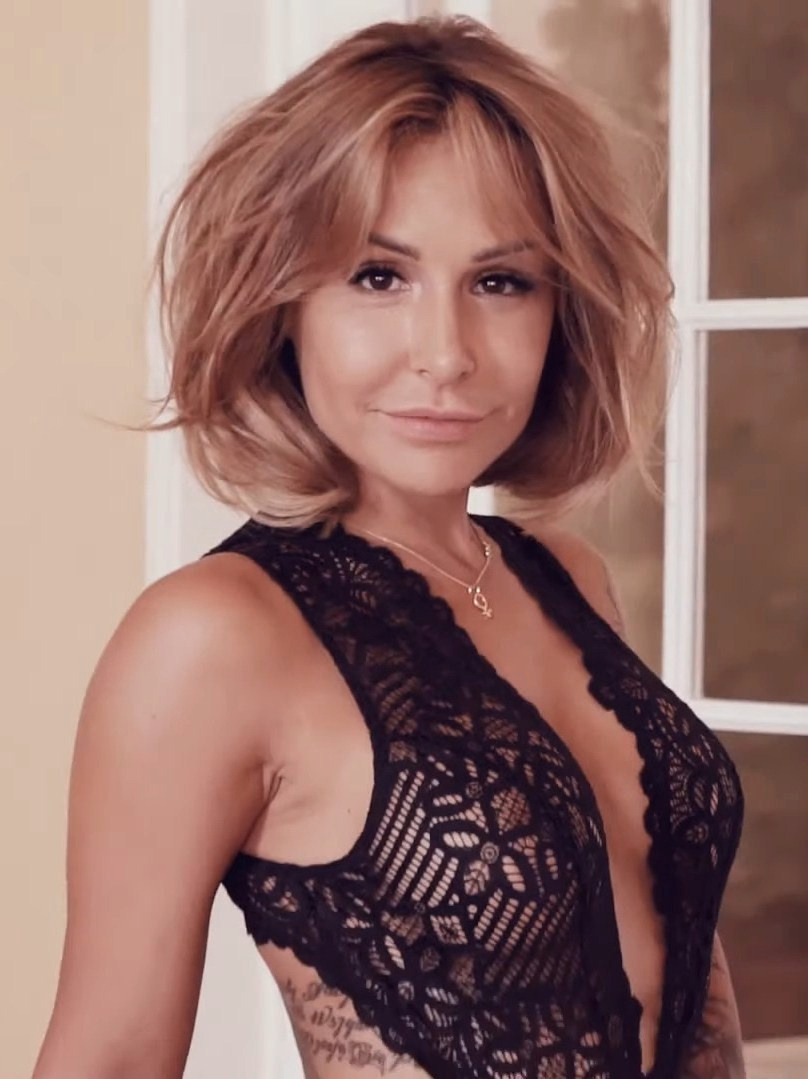
Blanka Lipińska (* 1985)

- Lipińska, Jadwiga (1932–2009), polnische Ägyptologin
- Lipińska, Monika (* 1974), polnische Badmintonspielerin
- Lipiński, Adam (* 1956), polnischer Politiker, Mitglied des Sejm
- Lipinski, Anatoli Iwanowitsch (* 1959), russischer Konteradmiral
- Lipinski, Bill (* 1937), US-amerikanischer Politiker
- Lipinski, Dan (* 1966), US-amerikanischer Politiker
- Lipiński, Edward (1930–2024), polnisch-belgischer Orientalist
- Lipiński, Jerzy (1908–2000), polnischer Radrennfahrer
- Lipinski, Jörg (* 1953), deutscher Motorbootrennfahrer
- Lipinski, Jörg (* 1967), deutscher Fußballspieler
- Lipiński, Karol (1790–1861), polnischer Violinist, Komponist und Dirigent
- Lipinski, Paul (1884–1959), deutscher Bühnen- und Filmschauspieler
- Lipinski, Richard (1867–1936), deutscher Gewerkschafter, Politiker (SPD, USPD), MdR und Schriftsteller
- Lipinski, Rudi (1920–2002), deutscher Heimatforscher und Stadtchronist der Stadt Wittenberg
- Lipinski, Tara (* 1982), US-amerikanische EiskunstläuferinTara Lipinski (* 1982)

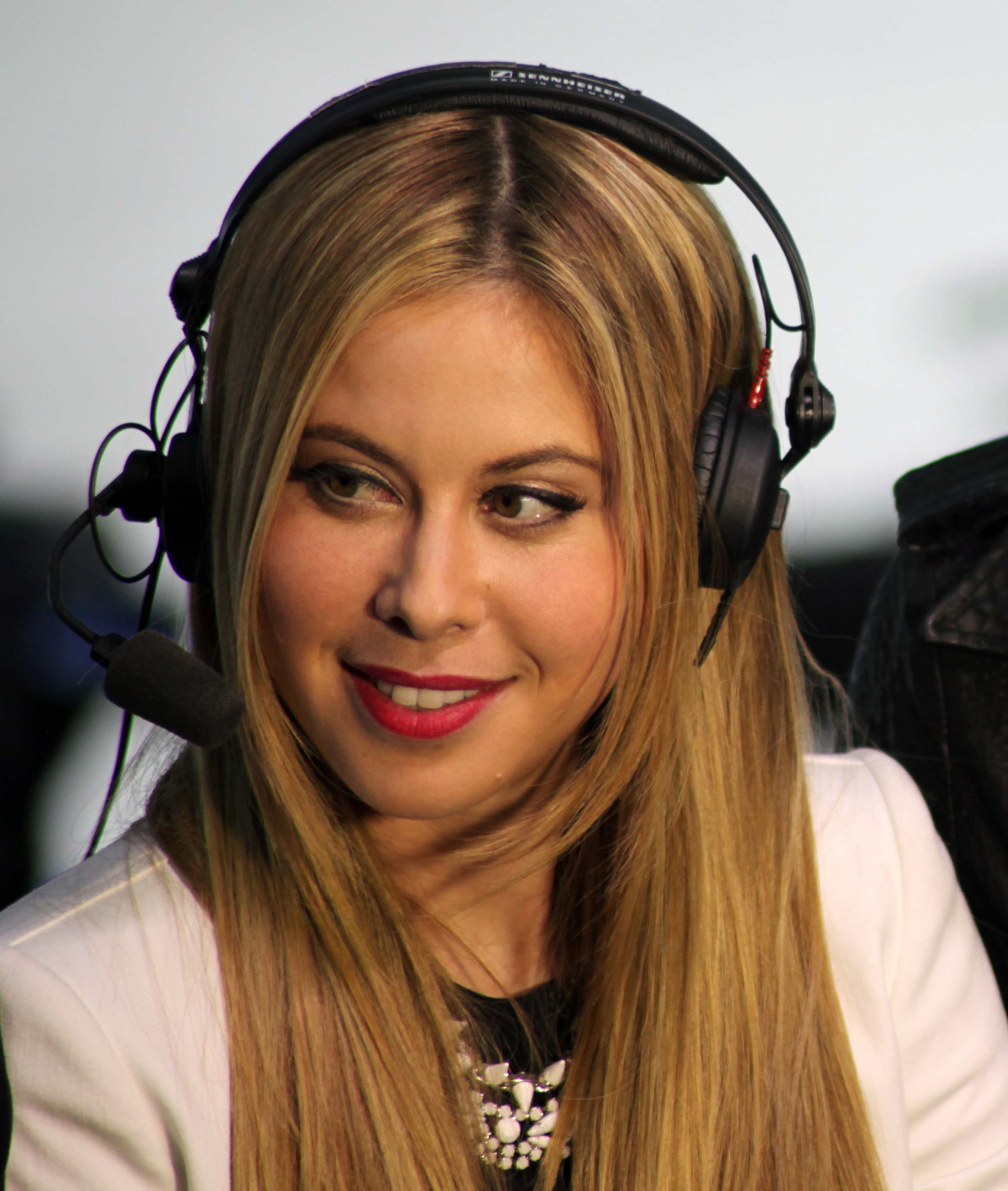
Tara Lipinski (* 1982)

- Lipinski, Thorsten (* 1969), deutscher Fantasy- und Science-Fiction-Autor
- Lipinsky, Sigmund (1873–1940), deutscher Maler und Graphiker
- Lipinsky-Gottersdorf, Hans (1920–1991), deutscher Schriftsteller
- Lipitoa, Enetama, Politiker von Niue
- Lipitsch, Hermann (* 1960), österreichischer Gewerkschafter und Politiker (SPÖ), Abgeordneter zum Nationalrat
- Lipizer, Rodolfo (1895–1974), italienischer Violinist, Komponist, Dirigent und Hochschullehrer

### Lipk
- Lipka, Alfred (1930–2010), deutscher Bratscher
- Lipka, Andrea (* 1967), deutsche Kabarettistin und Theaterleiterin und Politikerin (SPD)
- Lipka, Leonhard (1938–2019), deutscher Sprachwissenschaftler
- Lipka, Wilhelm (* 1950), deutscher Fußballspieler
- Lipkau Henríquez, Gustavo (* 1972), mexikanischer Architekt venezolanischer Geburt
- Lipke, Gert-Albert (* 1947), deutscher Jurist
- Lipke, Gustav (1820–1889), deutscher Jurist und Politiker (DFP), MdR
- Lipke, Jan (* 1983), deutscher Basketballspieler
- Lipke, Jānis (1900–1987), lettischer Widerstandskämpfer im Zweiten Weltkrieg
- Lipke, Käthe (1881–1969), deutsche Malerin und Pädagogin
- Lipke, Marlon (* 1984), deutscher Surfer
- Lipke, Paul (1870–1955), deutscher Schachspieler und Rechtsanwalt
- Lipke, Stephan (* 1975), deutscher römisch-katholischer Ordensgeistlicher, Weihbischof in Nowosibirsk
- Lipke, Tom (* 1986), deutscher Basketballspieler
- Lipkin, Avi (* 1949), israelischer Militär und Politiker und seit Jahren weltweit als Anti-Islam-Aktivist hervorgetretenAvi Lipkin (* 1949)

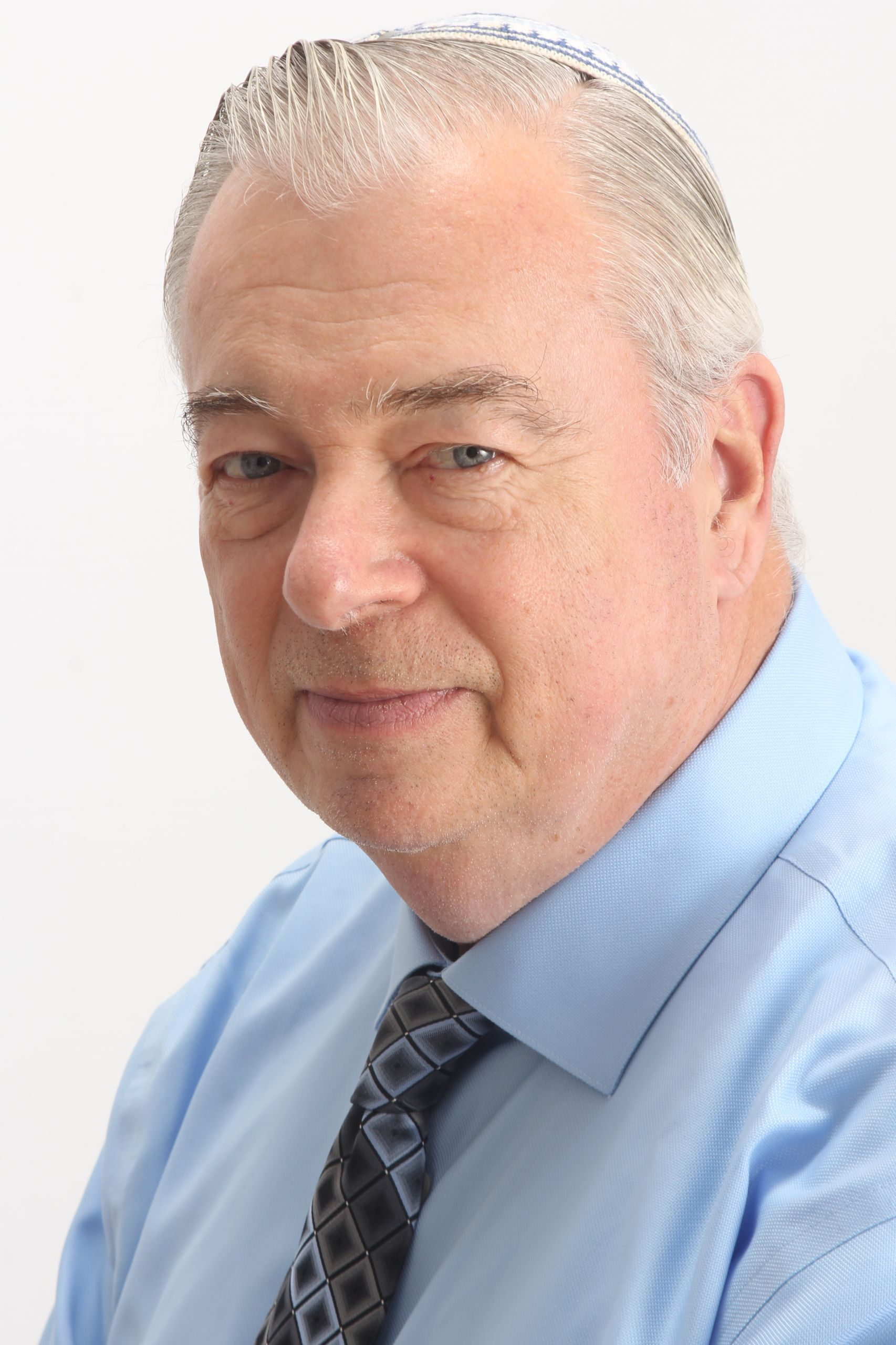
Avi Lipkin (* 1949)

- Lipkin, Harry (1921–2015), israelischer Physiker und emeritierter Professor am Weizmann-Institut
- Lipkin-Schachak, Amnon (1944–2012), israelischer Generalstabschef und Politiker
- Lipkind, Gavriel (* 1977), israelischer Cellist
- Lipkowskaja, Lidija (1882–1958), ukrainische Opernsängerin
- Lipkowski, Jean de (1920–1997), französischer Politiker, Mitglied der Nationalversammlung und Minister
- Lipkowsky, Lutz (1945–2018), deutscher Holzdesigner

### Lipm
- Lipman, Berry (1921–2016), deutscher Bandleader, Komponist, Arrangeur und Musikproduzent
- Lipman, Daniel, US-amerikanischer Drehbuchautor
- Lipman, David J. (* 1954), US-amerikanischer Biologe
- Lipman, Emma (* 1989), maltesisch-englische Fußballspielerin
- Lipman, Jerzy (1922–1983), polnischer Kameramann
- Lipman, Joseph (* 1938), kanadisch-US-amerikanischer Mathematiker
- Lipman, Matthew (1923–2010), US-amerikanischer Hochschullehrer
- Lipman-Wulf, Peter (1905–1993), deutschamerikanischer Bildhauer
- Lipmann, Fritz Albert (1899–1986), deutsch-amerikanischer Biochemiker
- Lipmann, Otto (1880–1933), deutscher Psychologe

### Lipn
- Lipnicka, Anita (* 1975), polnische Singer-Songwriterin
- Lipnicki, Jonathan (* 1990), US-amerikanischer FilmschauspielerJonathan Lipnicki (* 1990)

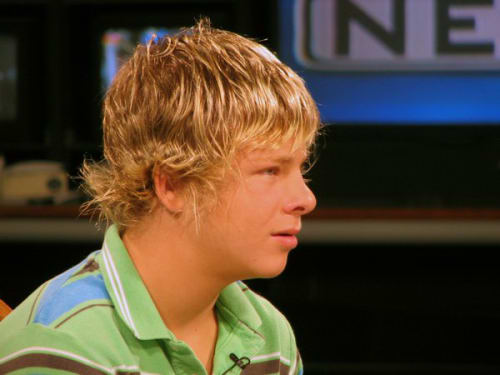
Jonathan Lipnicki (* 1990)

- Lipnitzky, Isaak (1923–1959), sowjetischer Schachspieler und Autor
- Lipnizkaja, Julija Wjatscheslawowna (* 1998), russische Eiskunstläuferin

### Lipo
- Lipold, Johann (1811–1878), österreichischer Politiker
- Lipold, Marko Vincenc (1816–1883), österreichischer Geologe und Montanist
- Lipon, JC (* 1993), kanadischer Eishockeyspieler
- Lipoński, Wojciech (* 1942), polnischer Anglist, Historiker und Leichtathlet
- Lipošćak, Anton (1863–1924), österreichischer Offizier, zuletzt General der Infanterie der Österreichisch-ungarischen Armee
- Lipovac, Joanikije (1890–1945), montenegrinischer Metropolit, Orthodoxer Bischof
- Lipovac, Suzana (* 1968), deutsche Menschenrechtlerin
- Lipovača, Sead (* 1955), bosnischer Sänger und Gitarrist
- Lipovčan, Srećko (1942–2009), kroatischer Journalist, Verleger und Publizist
- Lipovetsky, Gilles (* 1944), französischer Autor und Philosoph
- Lipovina, Vladan (* 1993), montenegrinischer Handballspieler
- Lipovšek, Marijan (1910–1995), jugoslawischer bzw. slowenischer Komponist
- Lipovšek, Marjana (* 1946), slowenische Konzert- und Opernsängerin (Mezzosopran) und Schauspielerin
- Lipovšek, Stanislav (* 1943), slowenischer Geistlicher, emeritierter römisch-katholischer Bischof von Celje
- Lipovský, Miroslav (* 1976), slowakischer Eishockeytorwart
- Lipowicz, Irena (* 1953), polnische Rechtswissenschaftlerin und Politikerin, Mitglied des Sejm
- Lipowitz, Florian (* 2000), deutscher RadrennfahrerFlorian Lipowitz (* 2000)

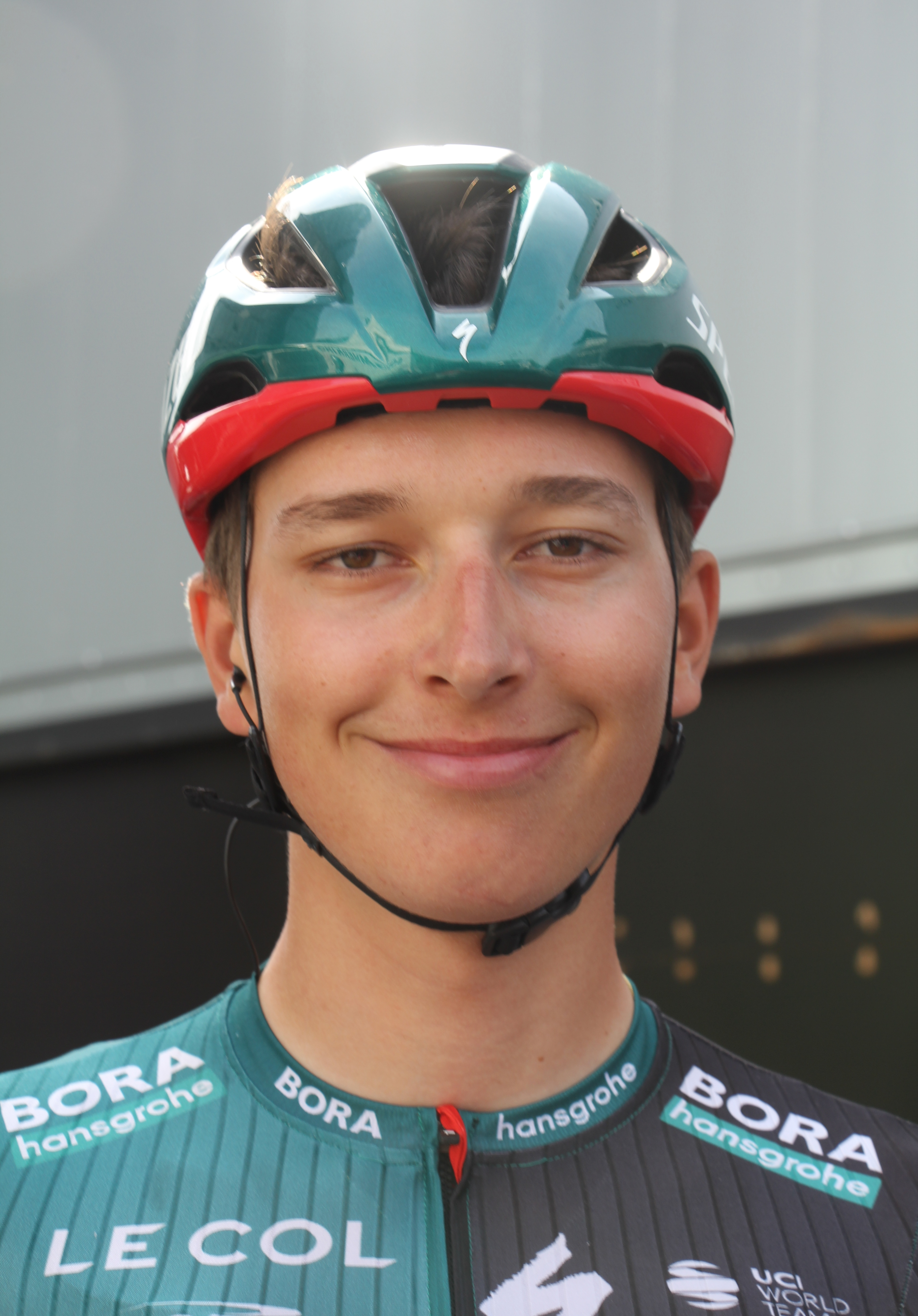
Florian Lipowitz (* 2000)

- Lipowoi, Danil Nikolajewitsch (* 1999), russischer Fußballspieler
- Lipowska, Teresa (* 1937), polnische Schauspielerin und Synchronsprecherin
- Lipowskaja, Olga Gennadjewna (1954–2021), russische Journalistin, Frauenrechtlerin und Übersetzerin
- Lipowski, Egbert (* 1943), deutscher Schriftsteller und Dramaturg
- Lipowsky, Anton Johann (1723–1780), deutscher Jurist und Historiker
- Lipowsky, Felix Friedrich von (1824–1900), deutscher Verwaltungsjurist in Bayern; Polizeidirektor in München, Regierungspräsident in Niederbayern
- Lipowsky, Felix Joseph von (1764–1842), bayerischer Jurist, Historiker und Archivar
- Lipowsky, Reinhard (* 1953), deutscher Physiker
- Lipowsky, Thaddäus Ferdinand (1738–1767), deutscher Justiz- und Kameralbeamter sowie Violinist und Komponist

### Lipp
- Lipp, Achim (* 1944), deutscher Museumspädagoge
- Lipp, Alban (1866–1903), deutscher Kirchenmusiker, Komponist und Lehrer
- Lipp, Alexandra (* 1984), deutsche Eisschnellläuferin
- Lipp, Alfons (* 1930), österreichischer Theaterschauspieler und -regisseur
- Lipp, Alina (* 1993), deutsche Bloggerin und Verbreiterin russischer PropagandaAlina Lipp (* 1993)

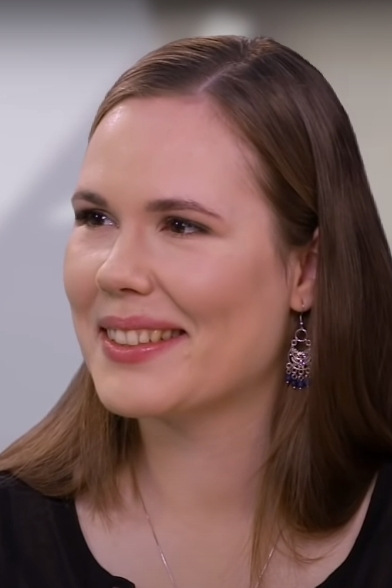
Alina Lipp (* 1993)

- Lipp, Carl (1892–1969), österreichischer Politiker (CS, VF, ÖVP), Mitglied des Bundesrates
- Lipp, Carla (1934–2017), niederländische Tänzerin, Choreografin, Schauspielerin und Sängerin
- Lipp, Eduard (1831–1891), österreichischer Politiker
- Lipp, Eva-Maria (* 1962), österreichische Politikerin (ÖVP)
- Lipp, Franz (1855–1937), deutscher Journalist, Jurist und Politiker
- Lipp, Franz C. (1913–2002), österreichischer Volkskundler
- Lipp, Friedrich von (1806–1879), württembergischer Offizier
- Lipp, Georg (1904–1983), deutscher Politiker (CSU), MdL Bayern
- Lipp, Günter (* 1940), deutscher Kommunalpolitiker und Heimatpfleger
- Lipp, Johannes (* 1979), deutscher Musiker
- Lipp, Josef von (1795–1869), römisch-katholischer Bischof von Rottenburg
- Lipp, Joseph († 1847), bayerischer Bierbrauer, Landwirt und Abgeordneter
- Lipp, Joseph (1900–1983), deutscher Landwirt, Kunstmaler, Buchillustrator und Graphiker
- Lipp, Karlheinz (* 1957), deutscher Historiker
- Lipp, Kilian (* 1953), deutscher Maler
- Lipp, Kurt (* 1935), Schweizer Offizier (Divisionär)
- Lipp, Ludwig senior (1877–1945), deutscher Steinbildhauer
- Lipp, Maria (1892–1966), deutsche Chemikerin und Hochschullehrerin
- Lipp, Martin (1854–1923), estnischer Pastor und Lyriker
- Lipp, Martin (* 1950), deutscher Jurist und Hochschullehrer
- Lipp, Maximilian (* 1992), deutscher Handballspieler
- Lipp, Nele (* 1948), interdisziplinäre Künstlerin, Kunst- und Tanzwissenschaftlerin und Autorin
- Lipp, Oskar (* 1995), deutscher Politiker (AfD), MdL Bayern
- Lipp, Peter (* 1958), deutscher Handballspieler
- Lipp, Reto (* 1960), Schweizer Journalist und Moderator
- Lipp, Rosi, deutsche Fußballspielerin
- Lipp, Sandra (* 1988), österreichische Schauspielerin
- Lipp, Thorolf (* 1973), deutscher Dokumentarfilmer und Ethnologe
- Lipp, Volker (* 1962), deutscher Jurist, Hochschullehrer, stellvertretender Vorsitzender des Deutschen Ethikrats
- Lipp, Wilfried (* 1945), österreichischer Denkmalpfleger
- Lipp, Wilma (1925–2019), österreichische Opernsängerin (Sopran)Wilma Lipp (1925–2019)

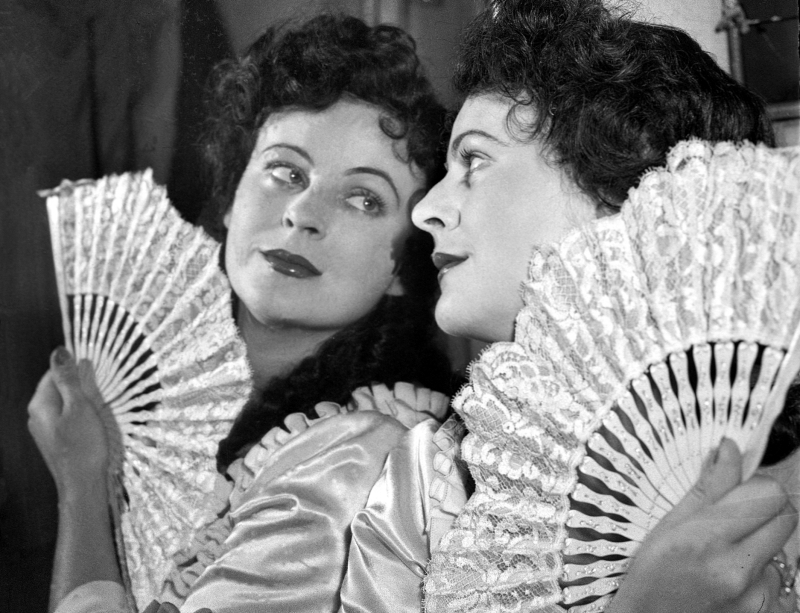
Wilma Lipp (1925–2019)

- Lipp, Wolfgang (1939–2021), deutscher Theologe, Pfarrer und Hochschullehrer
- Lipp, Wolfgang (1941–2014), deutscher Soziologe
- Lipp-Wahl, Christine (* 1963), deutsche Politikerin (Bündnis 90/Die Grünen), MdL

#### Lippa
- Lippa, Lothar (* 1936), deutscher Ringen
- Lippard, George (1822–1854), amerikanischer Sozialreformer und Schriftsteller
- Lippard, Hanne (* 1984), englische KünstlerinHanne Lippard (* 1984)

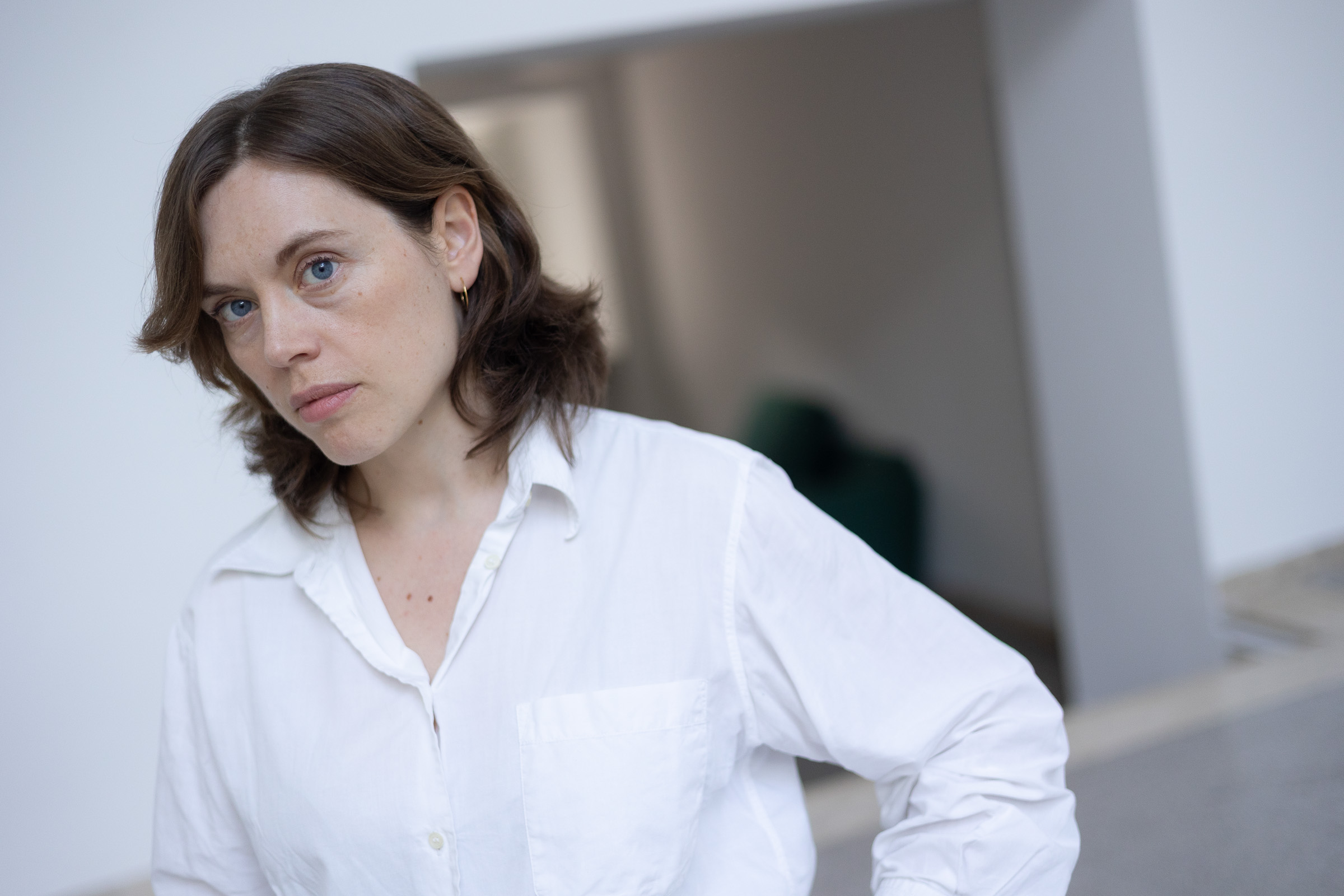
Hanne Lippard (* 1984)

- Lippard, Lucy (* 1937), US-amerikanische Kuratorin
- Lippard, Stephen (* 1940), US-amerikanischer Chemiker
- Lipparini, Ludovico (1800–1856), italienischer Maler
- Lippart, Gottlieb Matthias (1866–1930), deutscher Maschinenbauingenieur und Industrieller
- Lippart, Walter (1899–1962), deutscher Maschinenbauer und Industrieller
- Lippay, Berthold Dominik (1864–1919), österreichischer Porträtmaler
- Lippay, Georg (1600–1666), katholischer Theologe, Erzbischof von Gran und Primas von Ungarn

#### Lippe
- Lippe, Adolf Franz Friedrich von der (1672–1752), deutscher Domherr und Erbherr zu Driburg und Menzenbrock
- Lippe, Adolf von der (1845–1919), preußischer Generalmajor
- Lippe, Anneke von der (* 1964), norwegische Schauspielerin
- Lippe, Anton (1905–1974), österreichischer katholischer Priester und Domkapellmeister
- Lippe, Anton Barth von der (1886–1960), norwegischer Reeder und Walfänger
- Lippe, Bernhardine zur (1563–1628), Gräfin von Leiningen-Leiningen
- Lippe, Conrad Fredrik von der (1833–1901), norwegischer Architekt des Historismus
- Lippe, Eduard von der (1915–1955), deutscher Architekt
- Lippe, Elisabeth zur (1592–1646), gewählte Äbtissin im Stift Freckenhorst
- Lippe, Ernst Leopold Prinz zur (1902–1987), deutscher Adeliger, Zeuge in den Nürnberger ProzessenErnst Leopold Prinz zur Lippe (1902–1987)

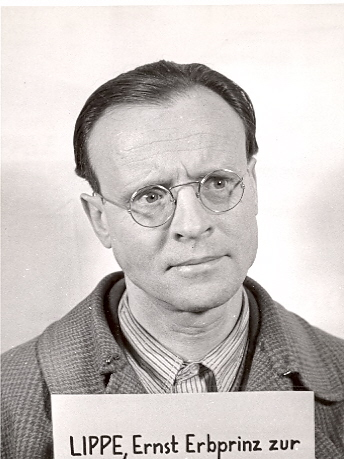
Ernst Leopold Prinz zur Lippe (1902–1987)

- Lippe, Friedrich (1770–1819), deutscher Bäcker, Bürgermeister und Politiker
- Lippe, Friedrich zur (1797–1854), Prinz zur Lippe
- Lippe, Frits von der (1901–1988), norwegischer Journalist, Theaterkritiker und Theaterleiter
- Lippe, Georg von der (1866–1933), deutscher Generalleutnant
- Lippe, Gertrud zur, Gräfin von Ravensberg
- Lippe, Heinrich von der, Domherr in Minden und Osnabrück sowie Domscholaster in Münster
- Lippe, Helmut von der (1935–2010), deutscher Journalist und Autor
- Lippe, Jacob von der (1797–1878), norwegischer Bischof und Parlamentspräsident
- Lippe, Jakob von der (1870–1954), norwegischer Kostümbildner und Schauspieler
- Lippe, Jakob von der (1872–1953), norwegischer Marineoffizier und Konteradmiral
- Lippe, Jens von der (1911–1990), norwegischer Keramikkünstler, Lehrer und Kunstschriftsteller
- Lippe, Johann Karl Christian (1779–1853), Schweizer Pädagoge
- Lippe, Johann Leonhard (1671–1737), kurpfälzischer Geheimrat, Hofpfalzgraf und Stadtdirektor von Mannheim
- Lippe, Johannes (1788–1853), deutscher Landwirt, Bürgermeister und Politiker
- Lippe, Jürgen von der (* 1948), deutscher Fernsehmoderator, Entertainer, Schauspieler, Musiker und KomikerJürgen von der Lippe (* 1948)

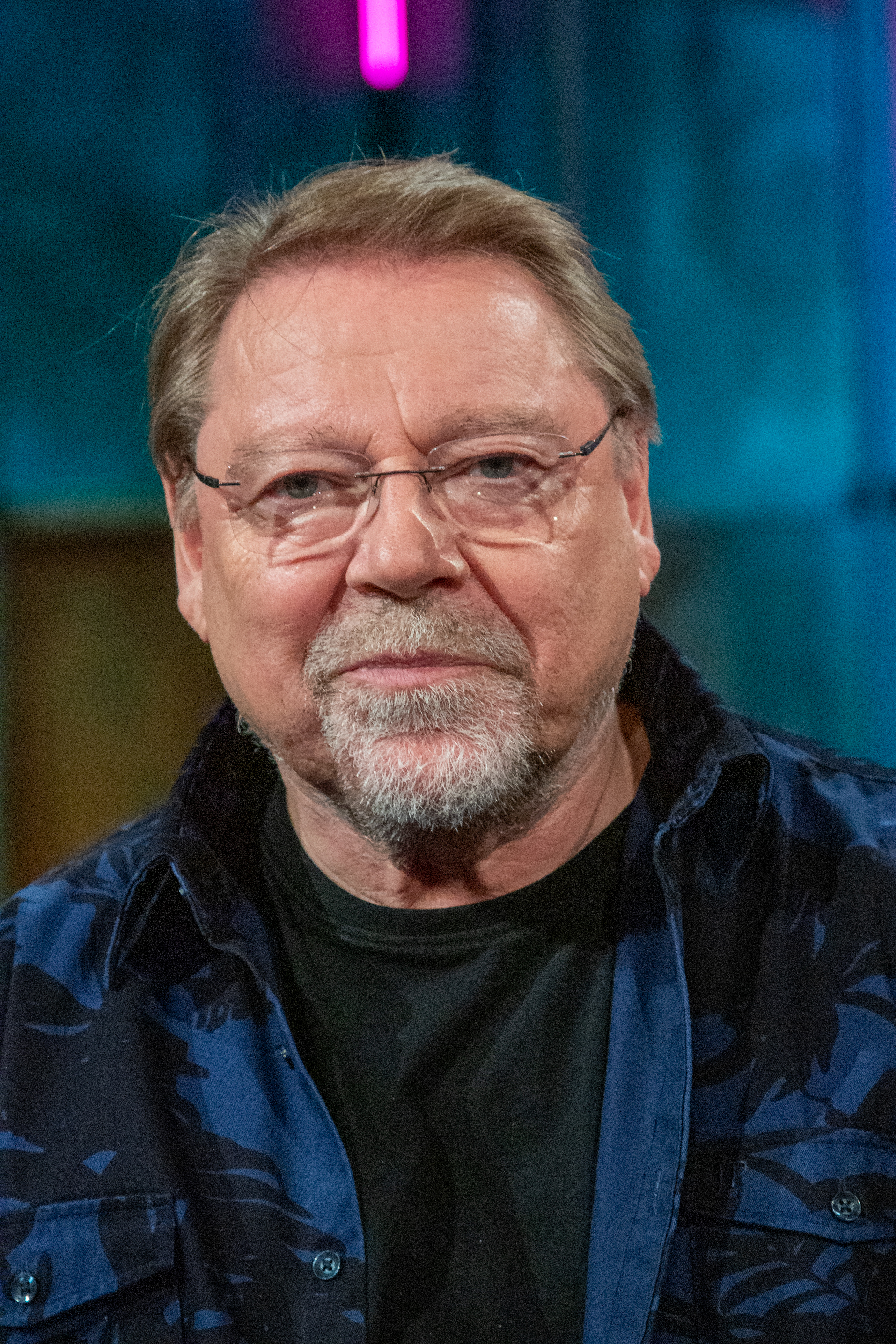
Jürgen von der Lippe (* 1948)

- Lippe, Just (1904–1978), norwegischer kommunistischer Politiker und Journalist
- Lippe, Justus (1840–1919), Landtagsabgeordneter Waldeck
- Lippe, Karpel (1830–1915), Arzt und Zionist
- Lippe, Klaar van der (* 1961), niederländische Installationskünstlerin, Videokünstlerin, Bildhauerin und Modedesignerin
- Lippe, Margaretha von der (1525–1578), Äbtissin im Stift Freckenhorst
- Lippe, Nikolaus von der († 1433), Bürgermeister von Stralsund (1414–1433)
- Lippe, Peter von der (1942–2016), deutscher Statistiker und Ökonom
- Lippe, Rainer (* 1960), deutscher Unternehmer, Geschäftsführer der Kassel Huskies
- Lippe, Rudolf zur (1937–2019), deutscher Philosoph
- Lippe, Sascha (* 1983), deutscher Snookerspieler
- Lippe, Stefan (1955–2020), deutsch-schweizerischer Versicherungsmanager
- Lippe, Stephan Prinz zur (* 1959), deutscher Rechtsanwalt, Oberhaupt des Hauses LippeStephan Prinz zur Lippe (* 1959)

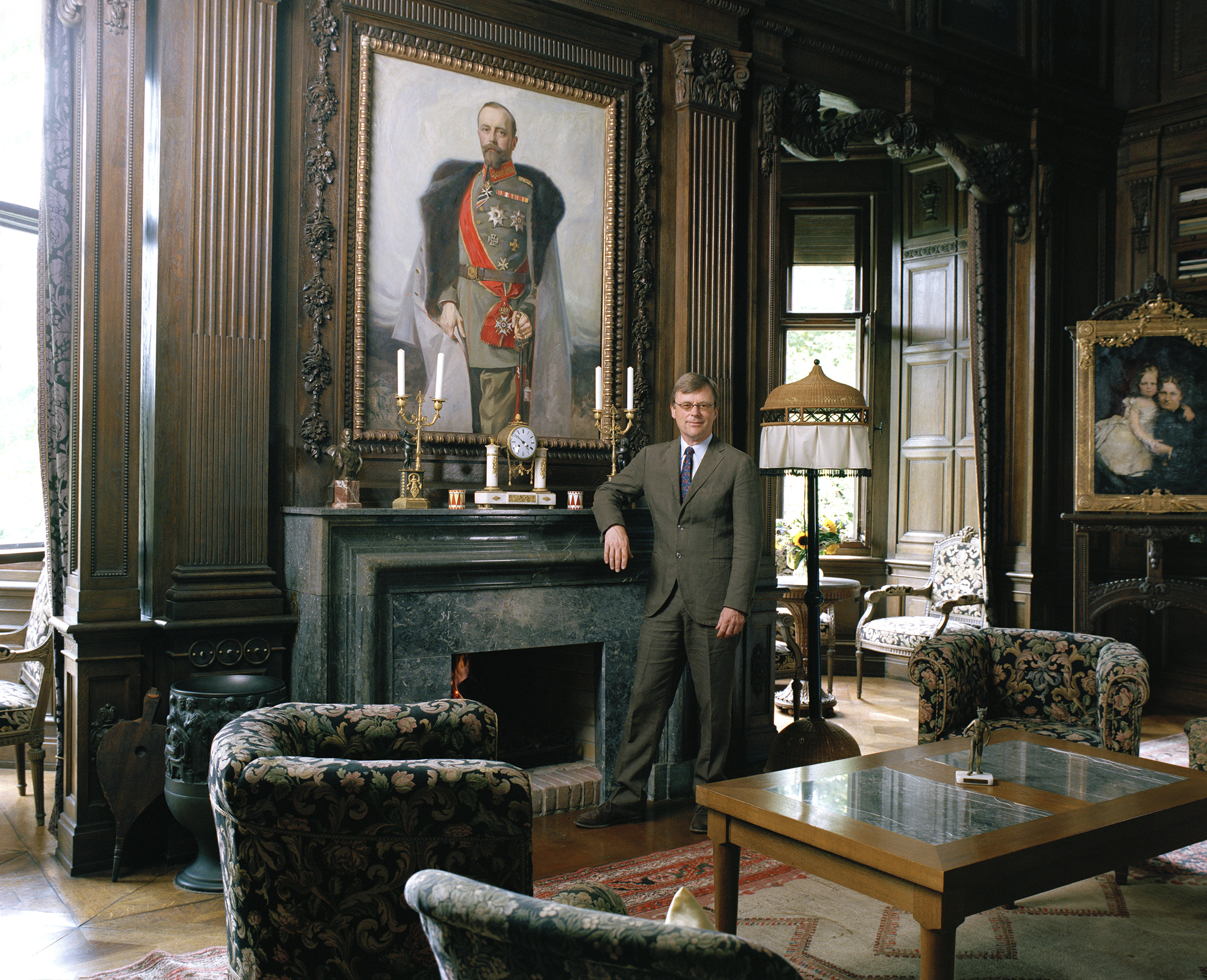
Stephan Prinz zur Lippe (* 1959)

- Lippe, Walter (1885–1963), deutscher Bergbauingenieur und Politiker
- Lippe, Wilhelm Anton von der (1763–1823), katholischer Priester und Domherr in Münster
- Lippe-Biesterfeld, Ernst zur (1842–1904), Regent von Lippe (1897–1904)
- Lippe-Biesterfeld, Julius Ernst zur (1873–1952), deutscher Diplomat
- Lippe-Biesterfeld-Weißenfeld, Adolf zur (1812–1888), deutsch-US-amerikanischer Arzt und Homöopath
- Lippe-Biesterfeld-Weißenfeld, Clemens zur (1860–1920), sächsischer Politiker, Mitglied der I. Kammer des Sächsischen Landtags
- Lippe-Biesterfeld-Weißenfeld, Franz zur (1820–1880), sächsischer General der Kavallerie
- Lippe-Biesterfeld-Weißenfeld, Leopold zur (1815–1889), preußischer Justizminister
- Lippe-Biesterfeld-Weißenfeld, Theodor zur (1822–1894), sächsischer Gutsbesitzer und Politiker, Mitglied des Sächsischen Landtags
- Lippe-Brake, August zu (1643–1701), Hessen-Kasseler Feldmarschall, Landkomtur der Deutschordensballei Hessen
- Lippe-Weißenfeld, Armin zur (1825–1899), deutscher Agrarwissenschaftler
- Lippe-Weißenfeld, Egmont zur (1918–1944), deutscher Berufsoffizier
- Lippe-Weißenfeld, Ernst zur (1825–1909), preußischer Rittmeister und Historiker
- Lippe-Weißenfeld, Hagen W. (* 1975), Politikwissenschaftler, Betriebswirt, Unternehmer und Kulturmanager
- Lippe-Weißenfeld, Karl Christian zur (1889–1942), deutscher Gutsbesitzer und Landrat
- Lippeatt, Lilly (* 2004), amerikanische Kunstturnerin
- Lippeck, Karl-Heinz (1936–2016), deutscher Radrennfahrer
- Lippegaus, Karl (* 1954), deutscher Musikjournalist und Hörfunkproduzent
- Lippelt, Dieter (* 1938), deutscher Tischtennisspieler
- Lippelt, Helga (* 1943), deutsche Schriftstellerin
- Lippelt, Helmut (1932–2018), deutscher Historiker und Politiker (Bündnis 90/Die Grünen)
- Lippelt, Julius (1829–1864), deutscher Plastiker
- Lippens, Barbara (* 1964), belgische und spanische Tischtennisspielerin
- Lippens, Danny (* 1961), belgischer Radrennfahrer
- Lippens, Guido (* 1939), niederländischer Zeichner und Maler
- Lippens, Joseph (1855–1892), belgischer Soldat und Kolonialbeamter
- Lippens, Léon (* 1903), belgischer Ruderer
- Lippens, Léon (1911–1986), belgischer Politiker, Ornithologe und Naturschützer
- Lippens, Maurice August (1875–1956), belgischer Politiker und Senatspräsident
- Lippens, Willi (* 1945), niederländischer FußballspielerWilli Lippens (* 1945)

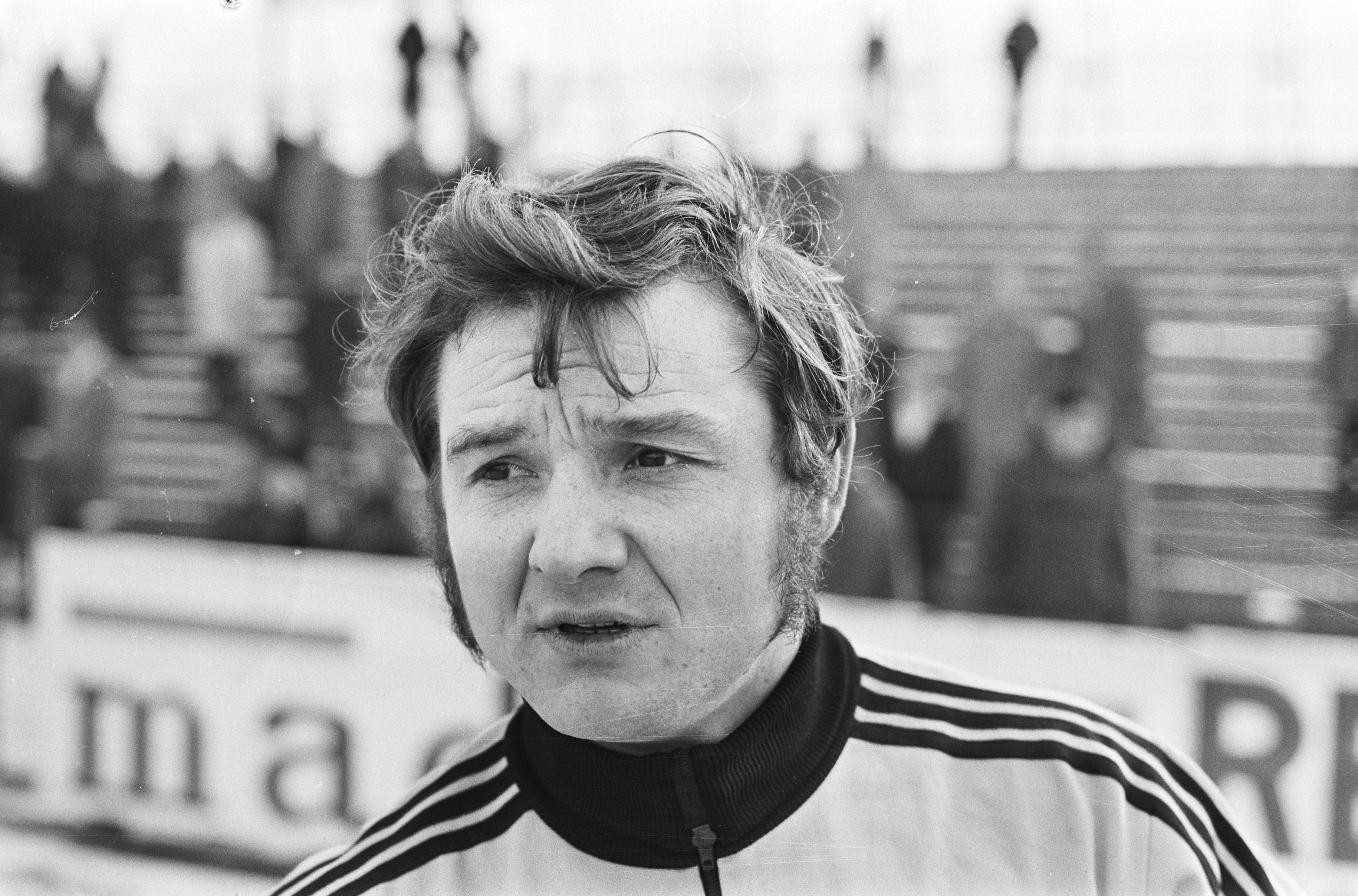
Willi Lippens (* 1945)

- Lipper, Binnette (1939–2016), US-amerikanische Komponistin und Musikpädagogin
- Lipper, Clemens (1742–1813), deutscher Architekt und römisch-katholischer Geistlicher
- Lipper, David (* 1974), kanadischer Schauspieler, Filmproduzent und ehemaliger Kinderdarsteller
- Lipper, Elinor (1912–2008), Gefangene im Gulag
- Lipper, Helmut (* 1922), deutscher Fußballspieler
- Lipper, Kenneth (* 1941), US-amerikanischer Investmentbanker, Politiker, Autor und Filmproduzent
- Lipper, Michael (1931–1987), irischer Politiker
- Lipper, Wilhelm Ferdinand (1733–1800), deutscher Architekt
- Lipperade, Heinrich († 1470), Kaufmann und Ratsherr der Hansestadt Lübeck
- Lipperade, Hinrich der Jüngere († 1494), Lübecker Kaufmann und Ratsherr
- Lipperheide, Franz von (1838–1906), deutscher Verleger
- Lipperheide, Frieda von (1840–1896), deutsche Redakteurin, Herausgeberin, Modezeichnerin, Schriftstellerin, Sammlerin, Mäzenin, Salonnière und eine Pionierin kostümkundlicher Forschung
- Lipperheide, Kira (* 2000), deutsche Bobfahrerin
- Lipperhey, Hans († 1619), deutsch-niederländischer Brillenmacher und der Erfinder der Fernrohres
- Lippert, Albert (1901–1978), deutscher Schauspieler, Regisseur und Theaterintendant
- Lippert, Andreas (* 1942), österreichischer Prähistoriker
- Lippert, Arno (1904–1975), deutscher Politiker (CDU), MdA
- Lippert, Arthur Heinrich (1879–1948), deutscher Modelleur und Bildhauer
- Lippert, Beldemer (1888–1963), deutscher Kleinwarenhändler
- Lippert, Bernhard (1904–1946), deutscher Diplomat
- Lippert, Bernhard (* 1962), deutscher Fußballtrainer
- Lippert, Cornelia (* 1953), deutsche Schauspielerin und Hörspielsprecherin
- Lippert, Dennis (* 1996), deutscher Fußballspieler
- Lippert, Dennis (1996–2019), deutscher Motorradrennfahrer
- Lippert, Donald (* 1957), US-amerikanischer Priester, Bischof von Mendi
- Lippert, Eduard (1844–1925), deutscher Kaufmann, Finanzier und Politiker, MdHB
- Lippert, Ernst (* 1922), deutscher Physiker (physikalische Chemie) und Hochschullehrer
- Lippert, Franz (1900–1977), deutscher Politiker (CSU), MdL
- Lippert, Franz (1901–1949), deutscher Anthroposoph und SS-Offizier
- Lippert, Friedrich Karl (1758–1803), deutscher Sänger und Schriftsteller
- Lippert, Friedrich Karl (1894–1943), deutscher Maler, Grafiker und Illustrator, Verbandsfunktionär, Jäger, Erfinder und Autor
- Lippert, Georg (1908–1992), österreichischer Architekt
- Lippert, Georg (* 1982), österreichischer Drehbuchautor und Schauspieler
- Lippert, Gerhard (1926–2014), deutscher Journalist, Fernsehmoderator und Synchronsprecher
- Lippert, Gerhard (* 1927), deutscher Fußballspieler
- Lippert, Gerhart (* 1937), bayerischer Volksschauspieler
- Lippert, Hans (* 1945), deutscher Chirurg und Hochschullehrer
- Lippert, Hans-Dieter (* 1946), deutscher Rechtswissenschaftler
- Lippert, Hans-Georg (* 1957), deutscher Bauforscher
- Lippert, Heinrich (1882–1943), deutscher Ministerialbeamter und Verbandsfunktionär
- Lippert, Herbert (1930–2022), deutscher Anatom und Autor
- Lippert, Herbert (* 1957), österreichischer Opernsänger (Tenor)
- Lippert, Hermann (* 1898), deutscher Verwaltungsjurist und Landrat
- Lippert, Irma (* 1906), deutsche Fotografin und Malerin
- Lippert, Johann Bernhard (1752–1819), deutscher evangelischer Theologe und Hochschullehrer
- Lippert, Johann Georg (1771–1843), deutsch-böhmischer Wundarzt, Bergphysikus und Porzellanfabrikant
- Lippert, Johann Kaspar von (1729–1800), deutscher Verwaltungsjurist, Historiker und Hochschullehrer
- Lippert, Josef (1861–1936), österreichischer Industrieller und Unternehmensgründer
- Lippert, Josef Erwin von (1826–1902), österreichischer Architekt, Restaurator, Maler, Zeichner und Lithograf
- Lippert, Julius (1839–1909), böhmischer Lehrer, Historiker und Politiker
- Lippert, Julius (1895–1956), deutscher Journalist und Politiker in der Zeit des Nationalsozialismus, MdL
- Lippert, Karl-Ludwig (1931–2006), deutscher Kunsthistoriker
- Lippert, Kurt (1932–1986), deutscher Fußballtorhüter
- Lippert, Liane (* 1998), deutsche RadsportlerinLiane Lippert (* 1998)

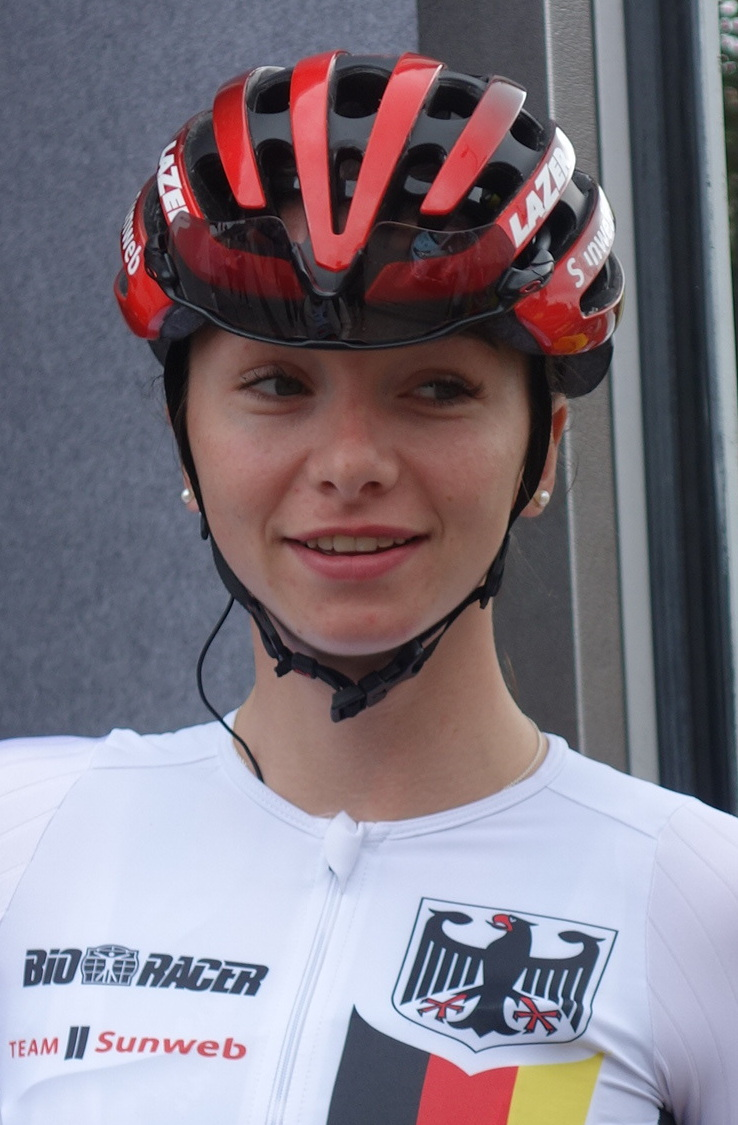
Liane Lippert (* 1998)

- Lippert, Ludwig (1878–1939), dänischer Fotograf, Kameramann und Regisseur beim heimischen und deutschen Stummfilm der 20er Jahre
- Lippert, Ludwig Julius (1835–1918), Hamburger Kaufmann, MdHB
- Lippert, Maik (* 1966), deutscher Schriftsteller
- Lippert, Max (* 2006), deutscher Fußballtrainer
- Lippert, Michael (1897–1969), deutscher SS-Angehöriger, zuletzt SS-Standartenführer
- Lippert, Michael (* 1943), deutscher Jurist und Ministerialbeamter
- Lippert, Peter (1879–1936), deutscher römisch-katholischer Priester, Theologe
- Lippert, Peter (1930–1998), deutscher römisch-katholischer Theologe
- Lippert, Philipp Daniel (1702–1785), deutscher Zeichner und Gemmenforscher
- Lippert, Rainer (* 1947), deutscher Fußballspieler
- Lippert, Reinhard (* 1948), deutscher Fußballspieler
- Lippert, Robert (1902–1966), österreichischer Jurist und paramilitärischer Aktivist
- Lippert, Rudolf (1900–1945), deutscher Vielseitigkeitsreiter
- Lippert, Rudolf (* 1935), deutscher Tischtennisspieler
- Lippert, Sandra Luisa (* 1975), deutsche Ägyptologin
- Lippert, Thomas, deutscher theoretischer Physiker und Informatiker
- Lippert, Werner (* 1950), deutscher Kunsthistoriker und Kommunikationsexperte
- Lippert, Willi H. (1898–1981), deutscher Bildhauer, Grafiker, Kunstmaler, Numismatiker und Heraldiker
- Lippert, Woldemar (1861–1937), deutscher Archivar und Historiker
- Lippert, Wolfgang (1932–2022), deutscher Sinologe
- Lippert, Wolfgang (1937–2018), deutscher Botaniker
- Lippert, Wolfgang (* 1952), deutscher Sänger, Moderator und EntertainerWolfgang Lippert (* 1952)

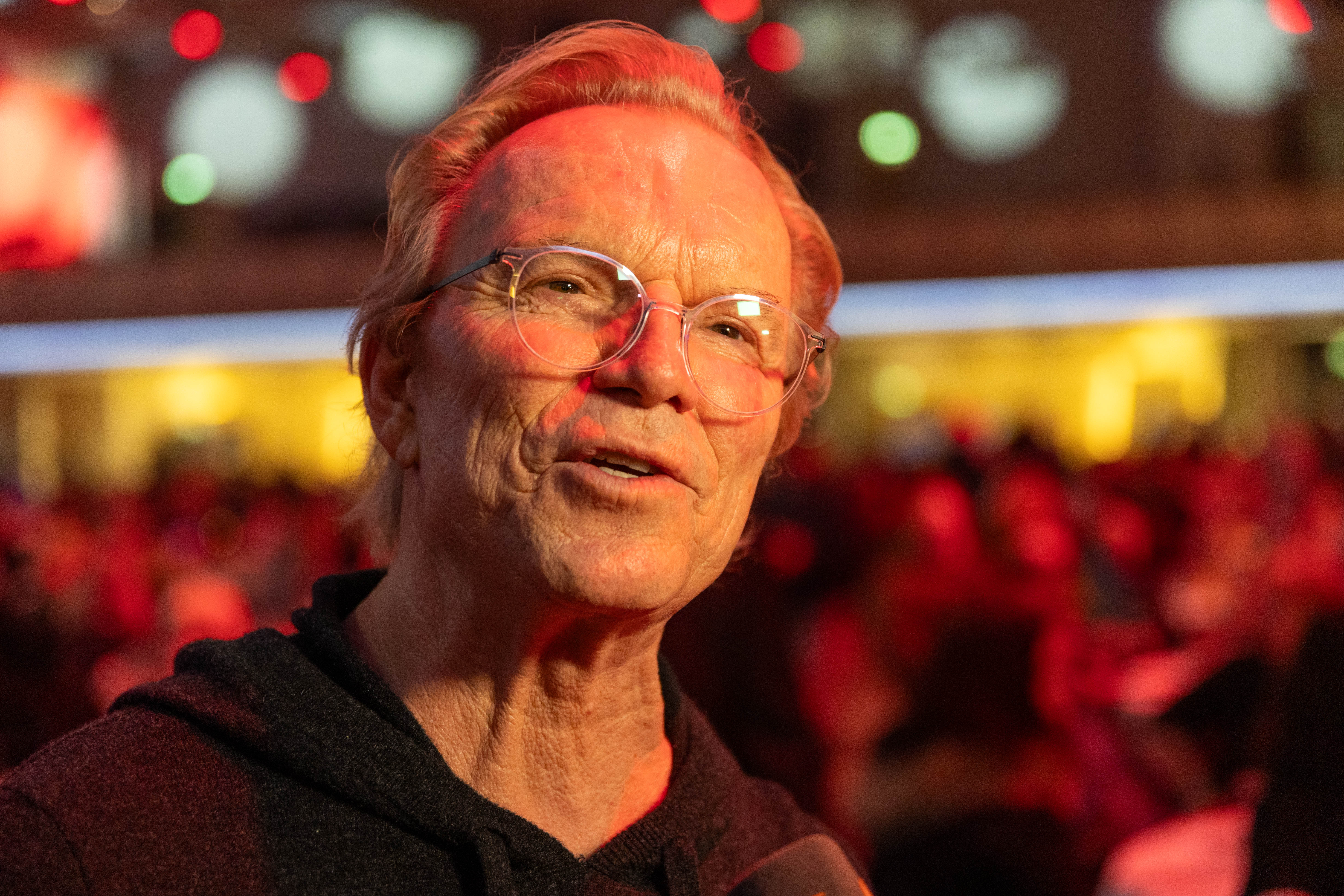
Wolfgang Lippert (* 1952)

- Lippert, Wolfgang (* 1955), deutscher Kommunalpolitiker (Freie Wähler) und Landrat
- Lippes, Jack (1924–2022), US-amerikanischer Gynäkologe
- Lippestad, Geir (* 1964), norwegischer Rechtsanwalt
- Lippet, Johann (* 1951), rumänisch-deutscher Lyriker und Erzähler

#### Lipph
- Lipphardt, Anna (* 1970), deutsche Kulturanthropologin
- Lipphardt, Günter (1927–2017), deutscher Verfahrensingenieur und Hochschullehrer
- Lipphardt, Walther (1906–1981), deutscher Musik- und Theaterwissenschaftler, Kirchenmusiker und Gymnasiallehrer

#### Lippi
- Lippi, Augustin (1678–1705), französischer Arzt und Botaniker
- Lippi, Filippino († 1504), italienischer Maler der Renaissance
- Lippi, Filippo, italienischer Maler der Frührenaissance
- Lippi, Giuseppe (1904–1978), italienischer Hindernis- und Langstreckenläufer
- Lippi, Hugo (* 1977), anglo-französischer Jazzmusiker (Gitarre)
- Lippi, Lorenzo (1606–1665), italienischer Maler und Dichter
- Lippi, Marcello (* 1948), italienischer Fußballspieler und -trainer
- Lippi, Marcello (* 1957), italienischer Bariton, Intendant und Literaturwissenschaftler
- Lippi, Roberto (1926–2011), italienischer Formel-1-Rennfahrer
- Lippi, Rosina (* 1956), US-amerikanische Autorin
- Lippich, Ferdinand (1838–1913), österreichischer Physiker
- Lippincott, Donald (1893–1962), US-amerikanischer Leichtathlet
- Lippincott, Jesse H. (1843–1894), amerikanischer Unternehmer
- Lippincott, Sara Jane (1823–1904), US-amerikanische Autorin, Dichterin, Korrespondentin, Dozentin und Zeitungsgründerin
- Lippincott, William Henry (1849–1920), amerikanischer Porträt- und Landschaftsmaler
- Lippincott-Schwartz, Jennifer (* 1952), US-amerikanische Biologin
- Lipping, Alexander, Akteur der Friedensbewegung der 1980er Jahre in der Bundesrepublik Deutschland
- Lipping, Elmar (1906–1994), estnischer Exilpolitiker
- Lippisch, Alexander (1894–1976), deutscher FlugzeugkonstrukteurAlexander Lippisch (1894–1976)

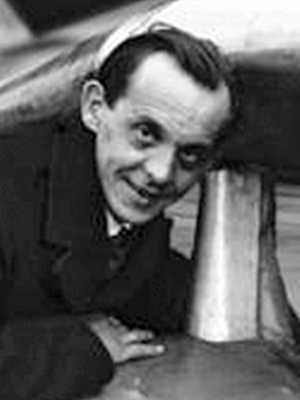
Alexander Lippisch (1894–1976)

- Lippisch, Franz (1859–1941), deutscher Maler und Buchgrafiker
- Lippisch, Vera (* 1955), deutsche Schauspielerin
- Lippits, Dirk (* 1977), niederländischer Ruderer
- Lippitt, Charles W. (1846–1924), US-amerikanischer Politiker
- Lippitt, Henry (1818–1891), US-amerikanischer Politiker
- Lippitt, Henry F. (1856–1933), US-amerikanischer Politiker (Republikanische Partei)
- Lippitt, Ronald O. (1914–1986), US-amerikanischer Sozialpsychologe und Hochschullehrer
- Lippitz, Elvira (* 1927), deutsche Politikerin (SED)
- Lippitz, Isabel (* 1946), deutsche Konzertsängerin (lyrischer Koloratursopran) und Hochschuldozentin für Gesang
- Lippitz, Wilfried (* 1945), deutscher Erziehungswissenschaftler
- Lippius, Johannes (1585–1612), deutscher evangelischer Theologe, Philosoph und Musiktheoretiker

#### Lippk
- Lippke, Georg (1906–1999), deutscher Verwaltungsjurist, Oberbürgermeister von Danzig

#### Lippl
- Lippl, Alois Johannes (1903–1957), bayerischer Intendant, Regisseur und Drehbuchautor
- Lippl, Andreas (1937–1991), bayerischer Regisseur und Redakteur beim Bayerischen Rundfunk
- Lippl, Corbinian (* 1973), deutscher Regisseur und Drehbuchautor
- Lippl, Hans (1934–2010), deutscher Motorrad-Geländesportler
- Lippl, Joseph (1876–1935), deutscher Alttestamentler und Hochschullehrer
- Lippl, Martin (* 1939), deutscher Kameramann, Autor und Regisseur
- Lippl, Robert (1908–2009), deutscher Architekt, Bildhauer, Maler und Münzgestalter

#### Lippm
- Lippmaa, Endel (1930–2015), estnischer Wissenschaftler und Politiker, Mitglied des Riigikogu
- Lippman, Gabriel Hirsch (1805–1864), Distriktsrabbiner von Bad Kissingen
- Lippman, Laura (* 1959), US-amerikanische Schriftstellerin und Journalistin
- Lippmann, Albert, französischer Tennisspieler
- Lippmann, Alexandre (1881–1960), französischer Degenfechter und zweifacher Olympiasieger
- Lippmann, Arno (1890–1946), deutscher Lagerführer des KZ-Außenlagers bei Kaufering, als Kriegsverbrecher hingerichtet
- Lippmann, Bernard (1915–1988), US-amerikanischer Physiker
- Lippmann, Bruno (1896–1978), deutscher Lehrer und Heimatforscher
- Lippmann, Eberhard (* 1939), deutscher Politiker (DBD, CDU), MdL
- Lippmann, Eberhard (* 1952), deutscher Fußballspieler
- Lippmann, Edmund Oskar von (1857–1940), deutscher Chemiker, Zuckertechnologe und Wissenschaftshistoriker
- Lippmann, Eric (* 1959), Psychologe, Sachbuchautor und Hochschullehrer
- Lippmann, Frank (* 1961), deutscher FußballspielerFrank Lippmann (* 1961)

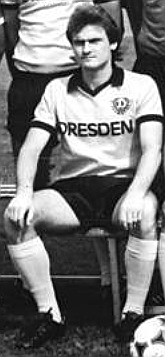
Frank Lippmann (* 1961)

- Lippmann, Frieder (1936–2023), deutscher Politiker (SPD), MdV, MdL
- Lippmann, Friedrich (1838–1903), deutscher Kunsthistoriker
- Lippmann, Friedrich (1932–2019), deutscher Musikwissenschaftler
- Lippmann, Gabriel (1845–1921), französischer Physiker und Nobelpreisträger für PhysikGabriel Lippmann (1845–1921)

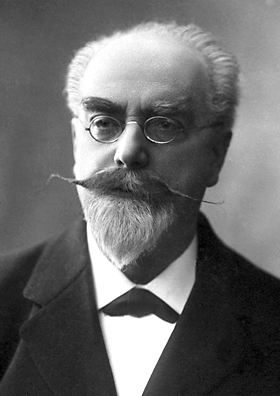
Gabriel Lippmann (1845–1921)

- Lippmann, Günter (1936–2020), deutscher Dokumentarfilm-Regisseur
- Lippmann, Gunter (1948–2013), deutscher Fußballspieler
- Lippmann, Hanns (1890–1929), deutscher Filmproduzent und Produktionsleiter der Stummfilmzeit
- Lippmann, Hans (1928–2007), deutscher Physiker
- Lippmann, Heidi (* 1956), deutsche Politikerin (Bündnis 90/Die Grünen, PDS), MdB
- Lippmann, Heiko (* 1966), deutscher Musiker, Dirigent, Komponist und Arrangeur
- Lippmann, Heinz (1921–1974), deutscher FDJ-Funktionär und Publizist
- Lippmann, Holger (* 1960), deutscher bildender Künstler
- Lippmann, Horst (1927–1997), deutscher Jazz-Musiker und Konzertveranstalter
- Lippmann, Horst (1931–2008), deutscher Mathematiker und Ingenieurwissenschaftler für Mechanik
- Lippmann, Jérémie (* 1979), französischer Schauspieler, Theater- und Filmregisseur
- Lippmann, Johannes (1858–1935), deutscher Maler und Lithograf
- Lippmann, Julius (1864–1934), deutscher Politiker (DDP), MdR
- Lippmann, Karl (1839–1915), deutscher Reichsanwalt und Reichsgerichtsrat
- Lippmann, Karl (1885–1946), deutscher Verwaltungsjurist und Bezirksoberamtmann in Schongau
- Lippmann, Karl Friedrich (1883–1957), deutscher Landschafts-, Porträt- und Blumenmaler
- Lippmann, Karsten (* 1958), deutscher Schwimmer
- Lippmann, Leo (1881–1943), Hamburger Jurist, Staatsrat der Finanzbehörde
- Lippmann, Léontine (1844–1910), Pariser Salonnière
- Lippmann, Lorna (1921–2004), australische Menschenrechtlerin und Autorin
- Lippmann, Louisa (* 1994), deutsche VolleyballspielerinLouisa Lippmann (* 1994)

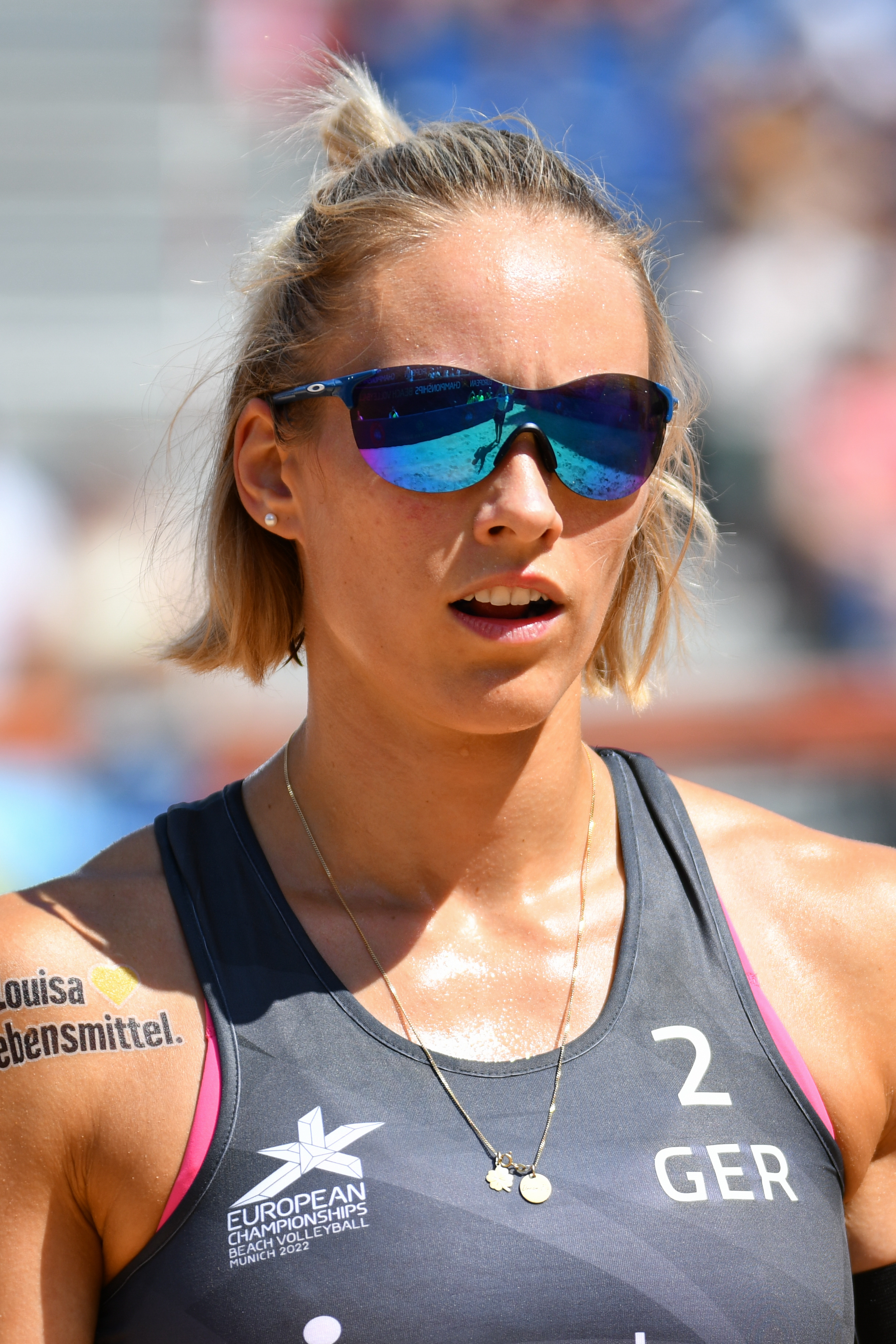
Louisa Lippmann (* 1994)

- Lippmann, Max (1906–1966), deutscher Politiker (SPD), MdL
- Lippmann, Susanne (* 1961), deutsche Politikerin (parteilos), Oberbürgermeisterin der Stadt Hameln
- Lippmann, Thomas (* 1961), deutscher Gewerkschafter und Politiker (Die Linke), MdL
- Lippmann, Valentin (* 1991), deutscher Politiker (Bündnis 90/Die Grünen), MdL
- Lippmann, Volker (* 1952), deutscher Schauspieler, Regisseur und Leiter des Theater Tiefrot in Köln
- Lippmann, Walter (1889–1974), US-amerikanischer Journalist und Schriftsteller
- Lippmann, Walter (1895–1986), deutscher Rechtsanwalt, Staatsanwalt und Esperantist
- Lippmann-Pawlowski, Mila (1912–1999), deutsche Blumen- und Tiermalerin
- Lippmann-Ruch, Martina (1885–1971), österreichische Malerin und Entwurfzeichnerin

#### Lippo
- Lippok, Inge-Rose (* 1947), deutsche Bildende Künstlerin
- Lippok, Margitta-Janine (* 1968), deutsche Schauspielerin
- Lippok, Robert (* 1966), deutscher Musiker
- Lippok, Ronald (* 1963), deutscher Musiker und Maler
- Lippok, Silke (* 1994), deutsche Schwimmsportlerin
- Lippold Ben Chluchim (1530–1573), Hoffaktor und Münzmeister zu Berlin, hingerichtet
- Lippold von Bredow, Landeshauptmann beziehungsweise Statthalter in der Mark Brandenburg
- Lippold, Adolf (1840–1910), Landgerichtspräsident
- Lippold, Adolf (1926–2005), deutscher Althistoriker
- Lippold, Bernd (* 1957), deutscher Fußballspieler
- Lippold, Bernhard C. (* 1939), deutscher Hochschullehrer der Pharmazeutischen Technologie und Apotheker
- Lippold, Christian (* 1965), deutscher Ingenieur und Hochschullehrer
- Lippold, Dirk, deutscher Manager, Hochschullehrer und Fachbuchautor
- Lippold, Eva (1909–1994), deutsche Schriftstellerin und Widerstandskämpferin
- Lippold, Franz (1688–1768), deutscher Porträt- und Bildnismaler
- Lippold, Georg (1885–1954), deutscher Klassischer Archäologe
- Lippold, Georg Heinrich Christian (1767–1841), deutscher Naturforscher, Schriftsteller und Theologe
- Lippold, Gerd (* 1961), deutscher Politiker (Bündnis 90/Die Grünen), MdL, Staatssekretär
- Lippold, Hans (1932–1980), deutscher Botaniker und geografischer Forscher
- Lippold, Henriette (* 1981), deutsche Serienproduzentin, Emmy-Preisträgerin und Dozentin
- Lippold, Klaus (* 1943), deutscher Politiker (CDU), MdB
- Lippold, Michael (* 1970), deutscher Schauspieler und Theaterregisseur
- Lippoldt, Werner (* 1944), deutscher Sportschütze
- Lippolis, Enzo (1956–2018), italienischer Klassischer Archäologe
- Lipponen, Jari (* 1972), finnischer Bogenschütze
- Lipponen, Paavo (* 1941), finnischer Politiker
- Lipponer, Paul junior (1923–1993), deutscher Fußballspieler
- Lipponer, Paul, senior (* 1896), deutscher Fußballspieler
- Lippoth, Achim (* 1968), deutscher Fotograf und Regisseur

#### Lippr
- Lippross, Otto (1910–1997), deutscher Mediziner und ärztlicher Standespolitiker

#### Lipps
- Lipps, Ben (* 1940), US-amerikanischer Chemieingenieur und Manager
- Lipps, Gottlob Friedrich (1865–1931), Philosoph und Psychologe
- Lipps, Hans (1889–1941), deutscher Philosoph und Hochschullehrer
- Lipps, Jere H. (* 1939), US-amerikanischer Paläontologe
- Lipps, Johannes (* 1980), deutscher Klassischer Archäologe
- Lipps, René (* 1978), deutscher Gitarrist und Songwriter
- Lipps, Richard (1857–1926), deutscher Landschafts- und Architekturmaler
- Lipps, Theodor (1851–1914), deutscher Philosoph und PsychologeTheodor Lipps (1851–1914)

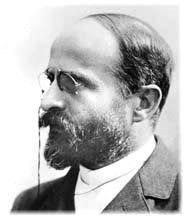
Theodor Lipps (1851–1914)

- Lippschitz, Arnold (1901–1952), deutsch-amerikanischer Drehbuchautor und Texter
- Lippschütz, Alfred (1922–1996), deutscher Politiker (SPD)
- Lippschütz, Herbert (1904–1972), deutscher Filmarchitekt, Filmproduzent und Drehbuchautor

#### Lippu
- Lippuner, Christian (* 1973), Schweizer Politiker (FDP)
- Lippuner, Marco (* 1988), Schweizer Radrennfahrer
- Lippuner, Timo (* 1980), schweizerischer Volleyballtrainer
- Lippusch, Hermann (* 1968), österreichischer Fußballspieler und Trainer

### Lipr
- Liprandi, Pawel Petrowitsch (1796–1864), russischer General

### Lips
- Lips, Eva (1906–1988), deutsche Ethnologin, Hochschullehrerin für Ethnologie und Vergleichende Rechtssoziologie
- Lips, Ferdinand (1931–2005), Schweizer Bankier
- Lips, Friedrich (* 1948), russischer Akkordeonist und Hochschullehrer
- Lips, Hannie (1924–2012), niederländische Fernsehmoderatorin
- Lips, Hansjörg (* 1963), Schweizer Curler
- Lips, Herbi (1936–2010), Schweizer Unternehmer, Zirkusdirektor und Co-Produzent diverser Schweizer Spielfilme
- Lips, Hermann von (* 1942), deutscher lutherischer Theologe und Professor für Neues Testament
- Lips, Johann Heinrich (1758–1817), Schweizer Kupferstecher
- Lips, Johann Jakob (1791–1833), Schweizer Kupferstecher
- Lips, Julius (1895–1950), deutscher Ethnologe und Rechtssoziologe
- Lips, Katharina, Opfer der Hexenprozesse in Marburg
- Lips, Klaus (* 1962), deutscher Physiker
- Lips, Maximilian (* 1972), deutscher Kameramann
- Lips, Michael Alexander (1779–1838), deutscher Staatswissenschaftler und Hochschullehrer
- Lips, Michael H.-J. (* 1967), Schweizer Curlingspieler
- Lips, Patricia (* 1963), deutsche Politikerin (CDU), MdBPatricia Lips (* 1963)
- Lips, Peter (* 1962), Schweizer Curler

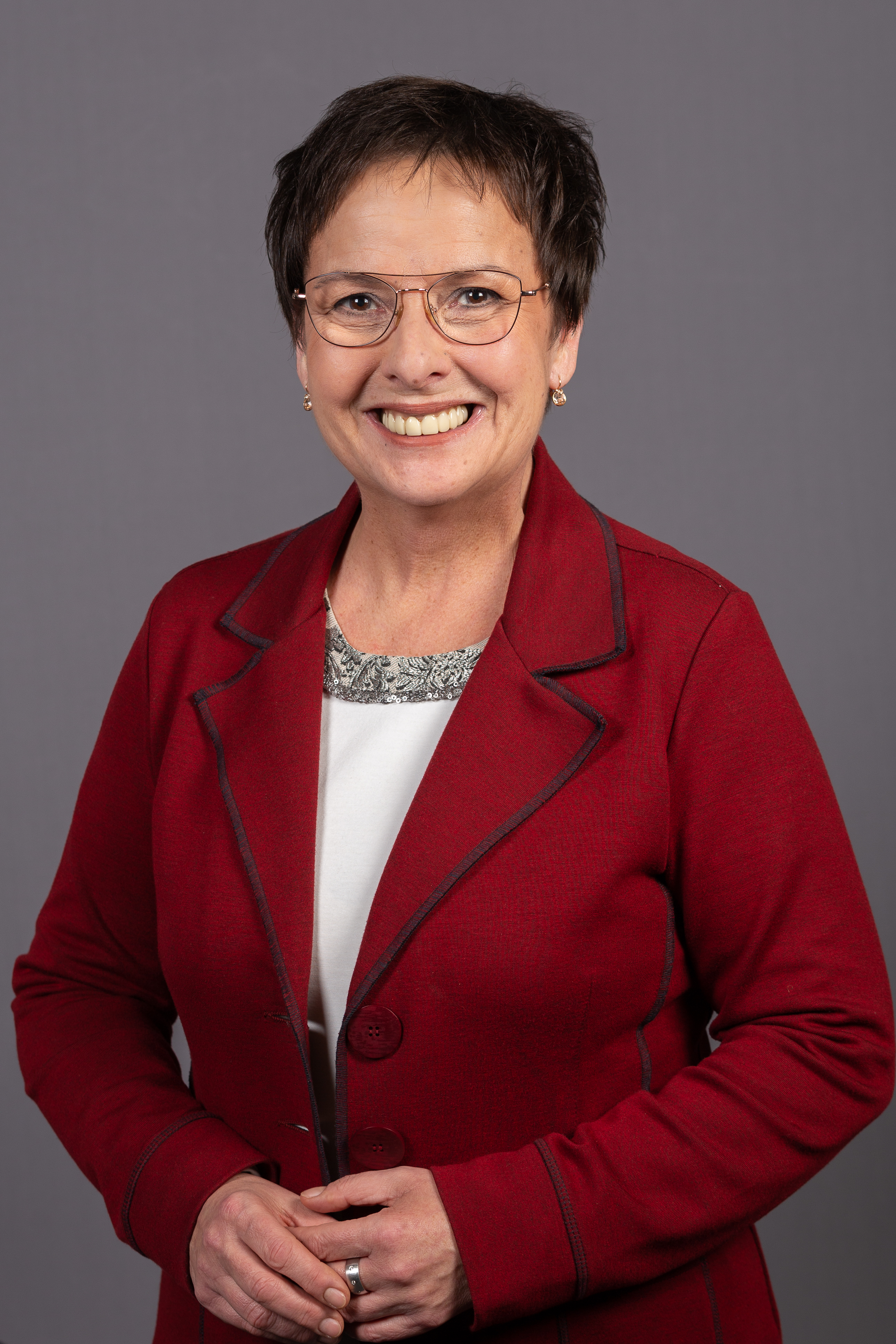
Patricia Lips (* 1963)

- Lips, Robert (1912–1975), Schweizer Comiczeichner
- Lips-Odinot, Rie (1908–1998), niederländische Politikerin und Widerstandskämpferin
- Lipsanen, Simo (* 1995), finnischer Leichtathlet
- Lipsch, Arthur (1916–2006), deutsch-österreichischer Gebrauchsgrafiker und Plakatkünstler
- Lipsch, Horst (1925–1982), deutscher Pädagoge und Schriftsteller
- Lipscher, Winfried (1938–2024), deutscher Theologe, Dolmetscher, Übersetzer und Publizist
- Lipschis, Hans (1919–2016), litauischer SS-Wachmann im KZ Auschwitz
- Lipschits, Isaac (1930–2008), niederländischer Historiker und Politologe
- Lipschits, Oded (* 1963), israelischer Archäologe und Historiker
- Lipschitz, Eleonore (1922–1981), deutsche Politikerin (SPD), MdA
- Lipschitz, Eugenio (* 1883), ungarisch-italienischer Einzelhändler in Rijeka
- Lipschitz, Israel (1782–1860), aschkenasischer Rabbiner und Verfasser von Kommentaren zur Mischna
- Lipschitz, Joachim (1918–1961), deutscher Jurist und Politiker (SPD), MdA und Berliner Senator
- Lipschitz, Rudolf (1832–1903), deutscher Mathematiker; Hochschullehrer und Rektor in BonnRudolf Lipschitz (1832–1903)

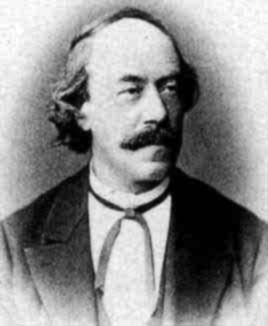
Rudolf Lipschitz (1832–1903)

- Lipschitz, Werner (1892–1948), deutscher Pharmakologe und Biochemiker
- Lipschütz, Baruch Isaak (1812–1877), deutscher Rabbiner und der dritte Landesrabbiner von Mecklenburg-Schwerin
- Lipschutz, Gerdi E. (1923–2010), US-amerikanische Politikerin (Demokratische Partei)
- Lipschütz, Hans (1877–1942), deutscher Schauspieler bei Bühne und Film und ein Bühnenregisseur
- Lipschütz, Samuel (1863–1905), US-amerikanischer Schachspieler
- Lipschutz, Seymour (* 1931), US-amerikanischer Mathematiker
- Lipscomb, Crispin (* 1979), kanadischer Snowboarder
- Lipscomb, Dennis (1942–2014), US-amerikanischer Schauspieler in Film, Fernsehen und Theater
- Lipscomb, Glenard P. (1915–1970), US-amerikanischer Politiker
- Lipscomb, Jessie (1861–1952), englische Bildhauerin
- Lipscomb, John (* 1950), US-amerikanischer Bischof der Episkopalkirche
- Lipscomb, Mance (1895–1976), US-amerikanischer Bluessänger und -gitarrist
- Lipscomb, Oscar Hugh (1931–2020), US-amerikanischer Geistlicher, römisch-katholischer Erzbischof von Mobile
- Lipscomb, Suzannah (* 1978), britische Historikerin, Akademikerin und Fernsehmoderatorin
- Lipscomb, W. P. (1887–1958), britischer Drehbuchautor, Filmproduzent und Regisseur
- Lipscomb, William (1919–2011), US-amerikanischer Chemiker und Nobelpreisträger für Chemie
- Lipscombe, Gerrard (* 1993), australischer Volleyballspieler
- Lipscombe, Guy (1881–1952), britischer Maler und Illustrator
- Lipsdorf, Jens (* 1967), deutscher Archäologe und Politiker (FDP), MdL Brandenburg
- Lipset, Seymour Martin (1922–2006), US-amerikanischer Soziologe
- Lipsett, Arthur (1936–1986), kanadischer Regisseur
- Lipsett, Chris (* 1974), kanadischer Eishockeyspieler
- Lipsett, Louis (1874–1918), britischer General
- Lipsey, Charlene (* 1991), US-amerikanische Leichtathletin
- Lipsey, David, Baron Lipsey (1948–2025), britischer Politiker (Labour)David Lipsey, Baron Lipsey (1948–2025)

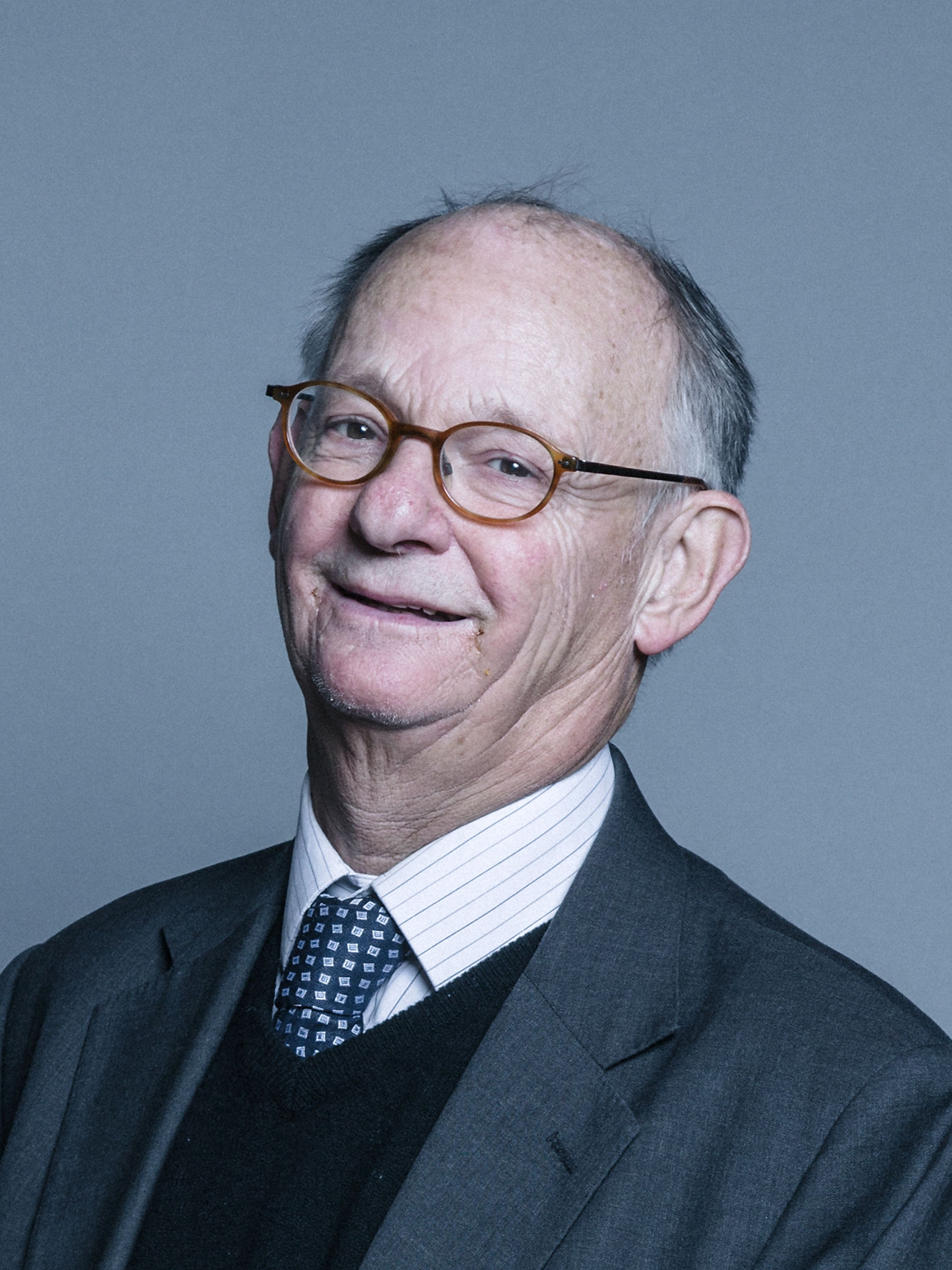
David Lipsey, Baron Lipsey (1948–2025)

- Lipshitz, Lippy (1903–1980), südafrikanischer Bildhauer, Maler, Kunstdozent und Grafiker
- Lipshutz, Robert (1921–2010), US-amerikanischer Regierungsbeamter, Rechtsanwalt und Rechtsberater des Weißen Hauses
- Lipsi, Morice (1898–1986), französischer Bildhauer
- Lipsitch, Marc (* 1969), US-amerikanischer Epidemiologe
- Lipsius, Catherina († 1918), deutsche Unternehmerin und Vorstand der Claus Lipsius Brewery in den USA
- Lipsius, Constantin (1832–1894), deutscher Architekt und Architekturtheoretiker, sächsischer Hochschullehrer
- Lipsius, Fred (* 1943), amerikanischer Fusionmusiker (Saxophone, Keyboards, Arrangement)
- Lipsius, Friedrich (1873–1934), deutscher Philosoph und Hochschullehrer
- Lipsius, Gustav Hermann Julius (1802–1841), deutscher lutherischer Geistlicher
- Lipsius, Justus (1547–1606), niederländischer Rechtsphilosoph und PhilologeJustus Lipsius (1547–1606)

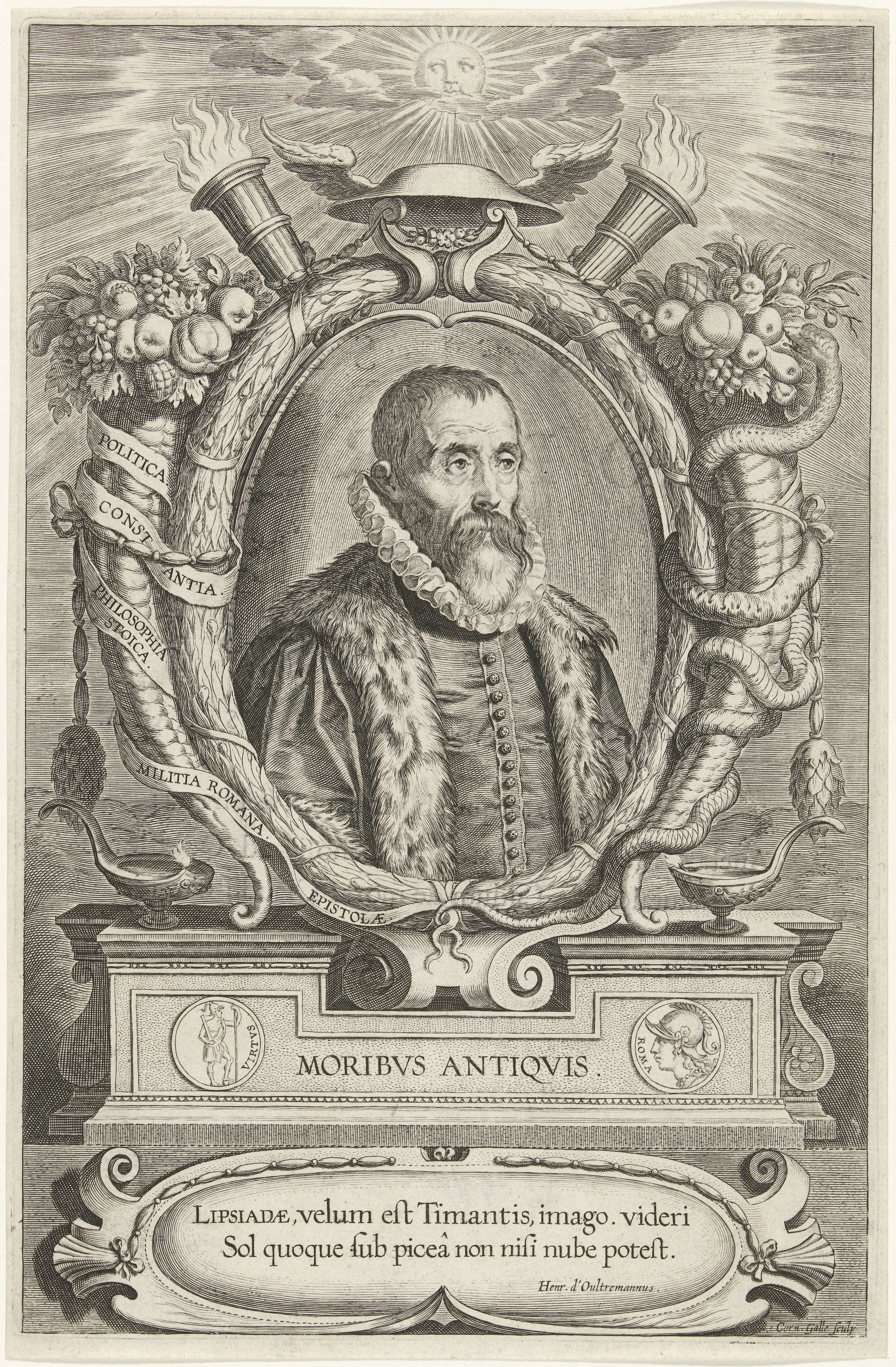
Justus Lipsius (1547–1606)

- Lipsius, Justus Hermann (1834–1920), deutscher Philologe
- Lipsius, Karl Heinrich Adelbert (1805–1861), deutscher evangelischer Theologe und Pädagoge; Rektor der Thomasschule zu Leipzig
- Lipsius, Marie (1837–1927), deutsche Schriftstellerin und Musikhistorikerin
- Lipsius, Martin (1492–1555), belgischer Augustinermönch
- Lipsius, Richard Adelbert (1830–1892), deutscher evangelischer Theologe
- Lipska, Ewa (* 1945), polnische Dichterin und Autorin
- Lipske, Ecki (* 1961), deutscher Musiker, Gitarrist bei electra
- Lipsker, Ludwig (1921–2010), Mitglied des Direktoriums des Zentralrates der Juden in Deutschland
- Lipski, Dirk (* 1970), deutscher Journalist
- Lipski, Israel (1865–1887), britischer Regenschirmverkäufer und verurteilter Mörder
- Lipski, Jan Józef (1926–1991), polnischer Schriftsteller und Politiker
- Lipski, Józef (1894–1958), polnischer Politiker und DiplomatJózef Lipski (1894–1958)

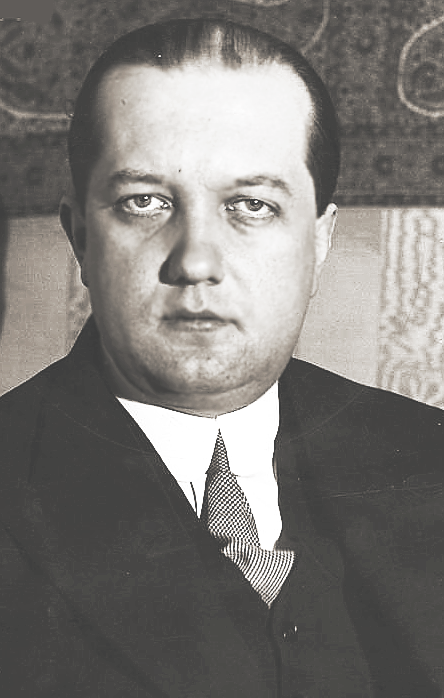
Józef Lipski (1894–1958)

- Lipski, Juri Naumowitsch (1909–1978), russischer Astronom
- Lipski, Leo (1917–1997), polnisch-jüdischer Schriftsteller
- Lipski, Marco (* 1975), gehörloser Schauspieler, Kabarettist, TV-Moderator, Regisseur und Filmproduzent
- Lipski, Patryk (* 1994), polnischer Fußballspieler
- Lipskin, Mike (* 1942), US-amerikanischer Jazz- und Stride-Pianist und Sänger
- Lipskoch, Joerg (* 1972), deutscher Fotograf
- Lipsky, Eleazar (1911–1993), US-amerikanischer Jurist, Drehbuchautor und Schriftsteller
- Lipský, Ján (1766–1826), slowakischer Kartograph und Offizier bei der Armee des Kaiserthums Österreich
- Lipsky, John (* 1947), US-amerikanischer Wirtschaftswissenschaftler
- Lipský, Lubomír (1923–2015), tschechischer Schauspieler und Komiker
- Lipský, Oldřich (1924–1986), tschechoslowakischer Filmregisseur und Drehbuchautor
- Lipsky, Scott (* 1981), US-amerikanischer Tennisspieler
- Lipsmeier, Antonius (* 1937), deutscher Pädagoge
- Lipsmeier, Martin (1898–1947), deutscher Bildhauer
- Lipsnis, Wiktor (1933–1997), sowjetisch-ukrainischer Kugelstoßer
- Lipso, Jaak (1940–2023), sowjetischer Basketballspieler und -trainer
- Lipson, Ephraim (1888–1960), britischer Wirtschaftshistoriker
- Lipson, Hod (* 1967), US-amerikanischer Robotik-Forscher
- Lipson, Michal (* 1970), israelisch-US-amerikanische Physikerin
- Lipsonen, Sami (* 1973), belgisch-finnischer Eishockeyspieler
- Lipstadt, Deborah (* 1947), amerikanische HistorikerinDeborah Lipstadt (* 1947)

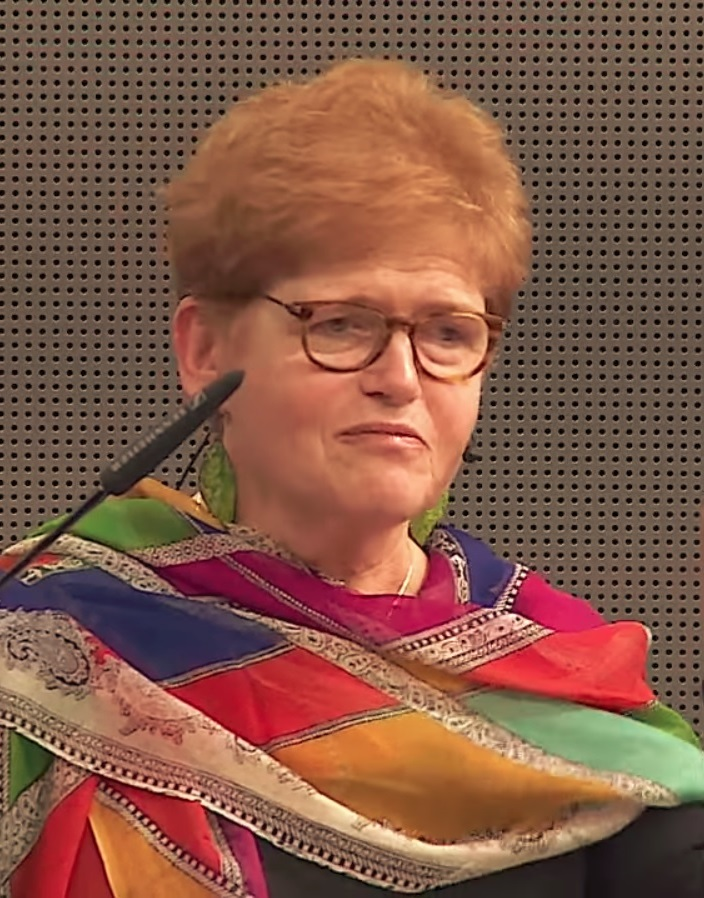
Deborah Lipstadt (* 1947)

- Lipstein, Harold (1898–1974), US-amerikanischer Kameramann russischer Herkunft
- Lipstein, Kurt (1909–2006), deutsch-britischer Rechtswissenschaftler und Hochschullehrer
- Lipstok, Andres (* 1957), estnischer Ökonom und Politiker
- Lipstorp, Daniel (1600–1679), deutscher evangelisch-lutherischer Geistlicher und Orientalist, Hauptpastor des Lübecker Doms und Senior des Geistlichen Ministeriums
- Lipstorp, Daniel (1631–1684), deutscher Jurist, Astronom und Gelehrter
- Lipstrill, Jeanette Baroness Lips von (1924–2005), österreichische Kunstpfeiferin
- Lipsyte, Robert (* 1938), US-amerikanischer Sportjournalist und Schriftsteller
- Lipsyte, Sam (* 1968), US-amerikanischer Schriftsteller
- Lipszyc, Samuel (1880–1943), polnischer Bildhauer

### Lipt
- Liptak, Adam (* 1960), amerikanischer Jurist und Journalist
- Lipták, Jiří (* 1982), tschechischer Sportschütze
- Lipták, Miroslav (* 1968), tschechoslowakischer Radrennfahrer
- Liptay, Fabienne (* 1974), deutsche Filmwissenschaftlerin
- Liptay, István (1935–2022), ungarischer Basketballspieler
- Lipten, Christian Ludwig (1698–1759), reformierter Hofprediger in Potsdam und Altlandsberg
- Lipthay von Kisfalud, Anton (1745–1800), österreichischer Feldmarschalleutnant
- Lipton, Bruce H. (* 1944), US-amerikanischer Entwicklungsbiologe und StammzellforscherBruce H. Lipton (* 1944)

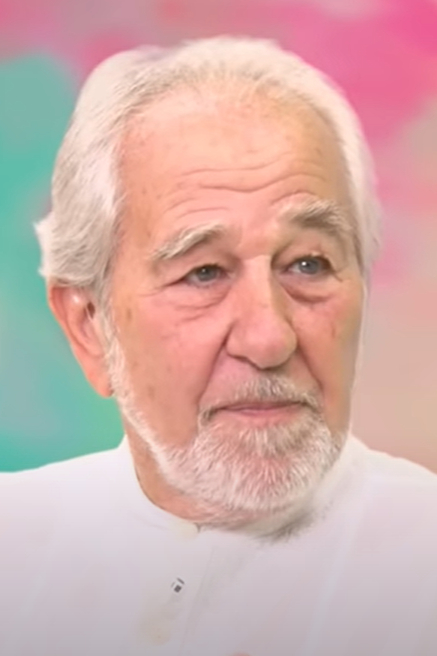
Bruce H. Lipton (* 1944)

- Lipton, James (1926–2020), amerikanischer Interviewer, Schauspieler und Autor
- Lipton, Lawrence (1898–1975), amerikanischer Journalist und Schriftsteller
- Lipton, Peggy (1946–2019), US-amerikanische Schauspielerin
- Lipton, Peter (1954–2007), US-amerikanischer Wissenschaftstheoretiker
- Lipton, Richard J. (* 1946), US-amerikanischer Informatiker
- Lipton, Robert (* 1943), US-amerikanischer Schauspieler
- Lipton, Seymour (1903–1986), US-amerikanischer Bildhauer
- Lipton, Stuart A. (* 1950), US-amerikanischer Neurowissenschaftler
- Lipton, Thomas (1850–1931), britischer Selfmademan, Händler und Schöpfer der Teemarke Lipton
- Liptow, Manfred (* 1948), deutscher Schauspieler, Synchron- und Hörspielsprecher
- Liptow, Wolfgang (* 1947), deutscher Fußballspieler
- Liptrot, Amy (* 1986), schottische Journalistin und AutorinAmy Liptrot (* 1986)

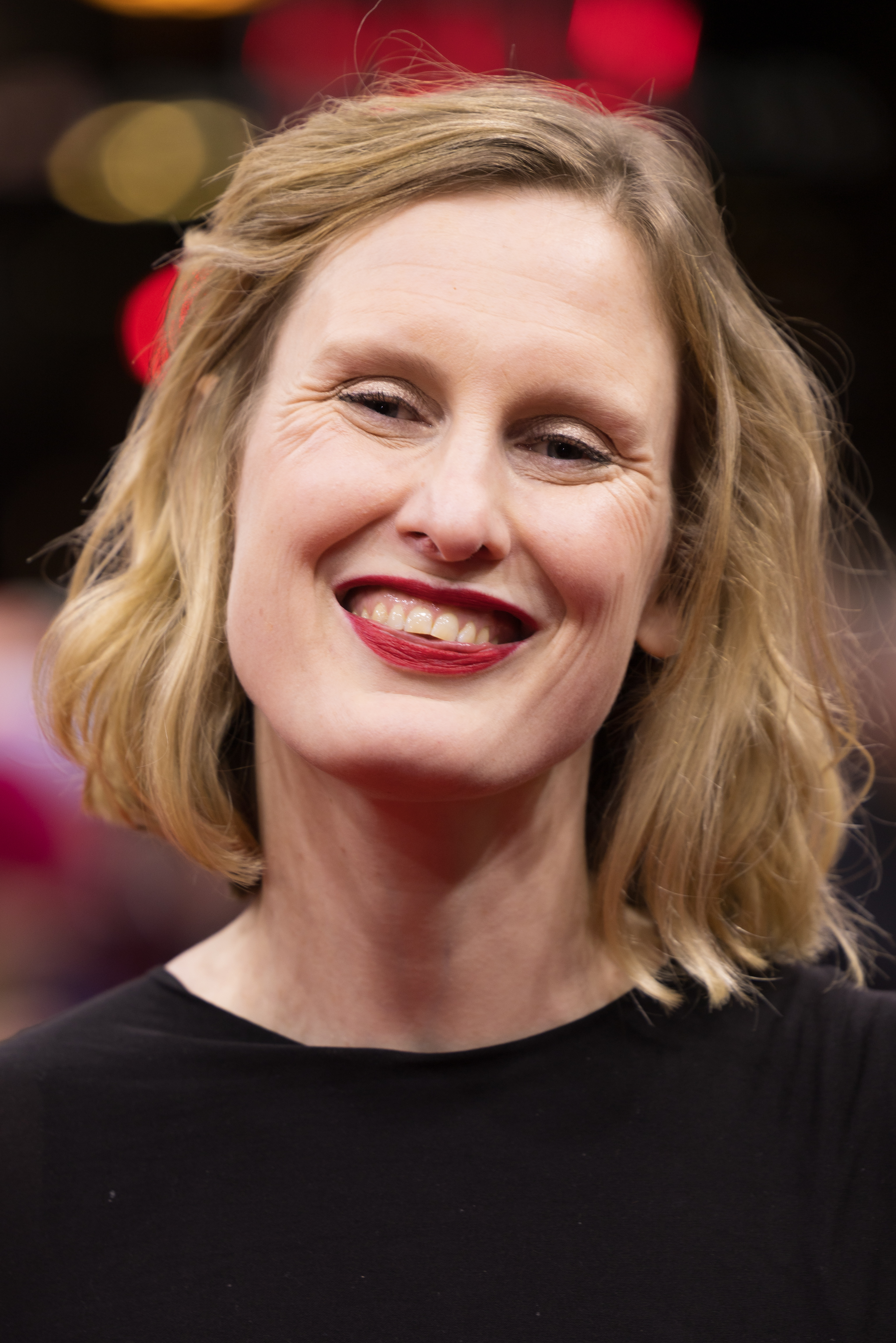
Amy Liptrot (* 1986)

- Liptzin, Sol (1901–1995), Forscher und Autor zu Jiddischer und Deutscher Literatur

### Lipu
- LiPuma, Chris (* 1971), US-amerikanischer Eishockeyspieler und -trainer
- LiPuma, Tommy (1936–2017), US-amerikanischer Musikproduzent (Jazz, Rhythm and Blues)
- Lipumba, Ibrahim (* 1952), tansanischer Ökonom und Parteiführer
- Lipuš, Cvetka (* 1966), österreichische Lyrikerin
- Lipuš, Florjan (* 1937), österreichischer Autor
- Lipuš, Gabriel (* 1965), österreichisch-slowenischer Sänger, Gesangspädagoge und Komponist
- Lipuš, Marko (* 1974), österreichischer Fotokünstler
- Lipus, Rudolf (1893–1961), deutscher Maler und Grafiker